# موسی
موسی (به عبری: מֹשֶׁה) مهم‌ترین شخصیت تَنَخ و دین یهودیت است؛ به گفتهٔ تنخ، او بنی‌اسرائیل را در زمان خروج از مصر و تا رسیدن به مرز کنعان رهبری کرد. نوشتن تورات (پنج کتاب اول تنخ) به او منسوب است. برخی محققان او را شخصیتی افسانه‌ای می‌دانند و اعتقاد دارند تورات اثر چندین نویسنده مختلف و محصول قرن‌ها بعد از زمان ادعایی زندگی اوست.
مطابق روایت کتب دوم تا پنجم تورات، زمانی‌که عبرانیان در مصر زیاد و زورمند شدند، فرعون دستور داد نوزادان پسر آن‌ها را بکشند، اما یوکابد پسرش را در سبدی قرار داد و در رودخانه رها کرد. دختر فرعون که آنجا مشغول حمام‌کردن بود، نوزاد را از آب گرفت و او را موسی نام نهاد و نزد خود در قصر فرعون بزرگ کرد. در بزرگسالی، موسی یک مصری که مشغول آزار یک عبرانی بود را کشت و به همین جهت به مدین گریخت. آنجا او با صفورا، دختر یترون که کاهن مدین بود، ازدواج کرد. مدتی بعد خدایی به نام یهوه از درون بوته‌ای سوزان با او ارتباط برقرار کرد و از موسی خواست برای نجات اسرائیل، ملتِ یهوه، به مصر برود. موسی ابتدا تمایل نداشت و بهانه‌هایی آورد اما یهوه نظر او را تغییر داد. در مصر، موسی و برادرش هارون نتوانستند فرعون را مجاب کنند که به بنی‌اسرائیل اجازه خروج دهد و به همین جهت یهوه ۱۰ بلا بر مصریان نازل کرد که باعث شد فرعون بپذیرد اسرائیلیان برای تقدیم قربانی به یهوه به بیابان بروند و سپس بازگردند اما اندکی بعد از خروج آنان، تصمیمش را تغییر داد و بنی‌اسرائیل را تعقیب کرد. بنی‌اسرائیل میان فرعون و دریا محبوس شدند اما موسی با عصای خود دریا را شکافت و اسرائیلیان توانستند عبور کنند ولی فرعون و سپاه مصر در آن غرق شدند.
بعد از خروج از مصر، موسی بنی‌اسرائیل را به بیابان رهنمون کرد تا در کوه سینا با یهوه ملاقات کنند. آنان سه ماه در راه بودند و در طول مسیر مشکلاتی برایشان پیش آمد، اما نهایتاً به یهوه رسیدند. یهوه به آنان قول داد اگر از عهد من پیروی کنید، اسرائیل ملت مقدس من خواهد بود. بنی‌اسرائیل پذیرفتند و یهوه ده قانون برایشان وضع کرد، اما با طولانی‌شدن غیبت موسی که بالای کوه رفته بود تا لوح‌های سنگی فرمان‌ها را بگیرد، هارون گوساله‌ای طلایی ساخت تا جایگزین یهوه باشد. یهوه که مطلع شد، تصمیم گرفت آنان را نابود کند و با استفاده از موسی ملت عظیم‌تری برای خودش بسازد، اما موسی او را آرام کرد. موسی به پایین کوه که بازگشت، ۳٬۰۰۰ نفر را به عنوان مجازات قتل‌عام کرد. سپس اسرائیلیان حرکت به سمت ارض موعود را ادامه دادند و در راه با دردسرهایی مواجه شدند که گاه یهوه را خشمگین کرد و هر بار موسی او را تسکین داد؛ از جمله اینکه در شطیم مردی از اسرائیل با زنی از مدین در خیمهٔ خدا مزدوج شد و موسی برای گرفتن انتقام خدا، بنی‌اسرائیل را مأمور کرد تمام مردان و زنان مدین را بکشند، اما به آن‌ها اجازه داد دختران باکره را برای خود نگه دارند. سرگردانی بنی‌اسرائیل در بیابان ۴۰ سال طول کشید و سرانجام، موسی در موأب مطلع شد که مرگش نزدیک است و به دلیل «خیانت به خدا و تقدیس نکردن او» از ورود به ارض موعود منع شده‌است؛ موسی از یهوه خواست نظرش را تغییر دهد اما پذیرفته نشد. یهوه او را بالای کوه برد تا به ارض موعود بنگرد. موسی همان‌جا در ۱۲۰ سالگی مرد و توسط یهوه در مکانی نامعلوم دفن شد. بعد از مرگ موسی، جانشینش یوشع حمله به کنعان و فتح آن را رهبری کرد.
موجودیت تاریخی موسی قابل تأیید نیست و پژوهشگران او را شخصیتی افسانه‌ای محسوب می‌کنند؛ در یافته‌های باستان‌شناسی یا اسناد مصر باستان هیچ اثری از موسی یا افراد مرتبط با او دیده نشده‌است. برخی داستان‌های زندگی او دارای مضامین قصه‌های عامیانه هستند؛ به‌خصوص داستان تولدش که نمونه‌های مشابه آن در خاورمیانه باستان رایج بوده و به داستان تولد افراد دیگر، از خدایان مصری مثل حوروس گرفته تا پادشاهان بزرگ مثل سارگن یا کوروش، شبیه است. داستان شکافتن دریا توسط یهوه/موسی شباهت بسیاری با باقی اساطیر خاورمیانه دربارهٔ مبارزهٔ خدایان با هیولاهای دریا، خاصه مردوک و تیامات دارد.
موسی در ادیان ابراهیمی، ادبیات، هنر و سیاست شخصیت مورد توجهی بوده و هست. مسلمانان او را یکی از پیامبران الله می‌دانند. روایت قرآن از سرگذشت موسی تفاوت‌هایی با تورات دارد و بخش‌هایی از روایت قرآن از متون متاخر مثل آگادا وام گرفته شده‌است. از جمله تفاوت‌های قرآن با تورات این است که موسی برای دعوت فرعون به یکتاپرستی به مصر می‌رود. همچنین، برخی از داستان‌های قرآن دربارهٔ موسی، مثل سفر او برای دیدن محل تلاقی دو دریا (مجمع‌البحرین)، در منابع قدیمی‌تر یافت نمی‌شوند.

## نام

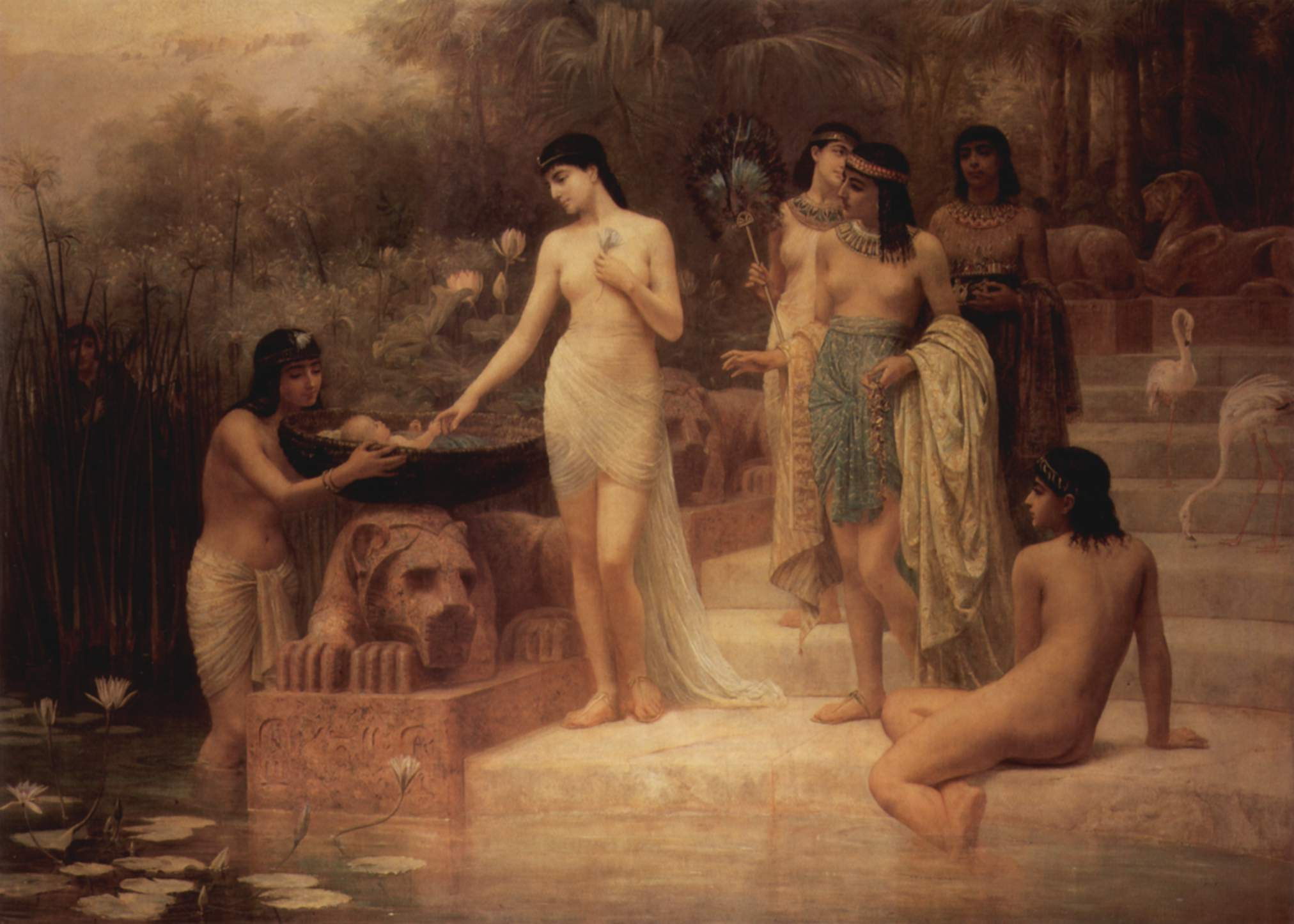
دختر فرعون که کنار رودخانه مشغول حمام است، نوزادی را از آب بیرون می‌کشد و نامش را «موسی» (מֹשֶׁה، بیرون‌کشیده‌شده) می‌گذارد. اثری از ادوین لانگ.

در تورات دربارهٔ نام موسی این توضیح وجود دارد که وقتی دختر فرعون موسی را از آب بیرون کشید (מְשִׁיתִֽהוּ، مشیتیهو)، او را «موسی» (מֹשֶׁה، موشه) نام نهاد. بدین ترتیب، نویسندگان تورات به صورت ظاهری این اسم را به ریشه משׁה (مشه) به معنای «بیرون‌کشیدن» مرتبط کرده‌اند؛ این تفسیری عامیانه و متاخر است و بیشتر تاریخ‌پژوهان اعتقاد دارند «موسی» نامی مصری است. ظاهراً نام موسی از ریشه «م‌س‌ی» (با تلفظ مُسه یا مِسه) به معنای «فرزند» یا مرتبط با فعل «متولد شدن» و احتمالاً مخفف نامی است که به خدایان اشاره داشته؛ دیگر نمونه‌های مشابه این نام را می‌توان در اسامی مصری تحوت‌موس («فرزند تحوت»)، رع‌موس («فرزند رع») و آمن‌موس («فرزند آمون») دید اما در «موسی» نام آن خدا حذف شده‌است. به گفتهٔ دونالد ردفورد، نحوهٔ نگارش عبری این نام نشان می‌دهد «מֹשֶׁה» قبل از قرن هشتم ق.م. از مصری وارد عبری شده‌است.

## منبع‌شناسی
داستان زندگی موسی در کتب دوم تا پنجم تنخ روایت شده‌است. هیچ منبع دیگری به موسی و خروج اسرائیلیان از مصر اشاره نکرده و تمام مطالبی که در این مورد موجود است، به منابع یهودی تعلق دارد. نگارش چهار کتاب مذکور—به نام‌های خروج، لاویان، اعداد و تثنیه که در کنار سفر پیدایش به تورات یا اسفار پنج‌گانه موسوم هستند—به خود موسی منسوب است. با این حال، در نظر محققان امروزی این ادعا صحیح نیست و نویسندگان متعددی در تهیه و شکل‌گیری تورات نقش داشته‌اند. همچنین کتاب مقدس زمان خروج بنی‌اسرائیل از مصر را حدود ۱۴۴۰ قبل از میلاد اعلام کرده، اما تهیه نسخه مکتوب نهایی و فعلی تورات حدوداً تا قرن چهارم قبل از میلاد زمان برده‌است. فقط چهارده باب از ۱۶۷ باب تورات دربارهٔ شخص موسی است. همچنین دیدگاه بخش‌های مختلف تورات به او یکنواخت نیست (به این دلیل که منابع مختلفی در شکل‌گیری تورات به کار رفته‌اند). موسی خارج از تورات در سایر بخش‌های تنخ، حضور خیلی کمرنگی در کتب انبیاء و مزامیر دارد. فقط در دو دستهٔ دیگر از مطالب تنخ به او پرداخته‌اند: کتاب یوشع که در واقع ادامهٔ روایت فتح کنعان است؛ و دیگری مطالب مربوط به دورهٔ پس از تبعید یهودیان که قوم اسرائیل نیازمند نگاهی دوباره به داستان‌های شکل‌گیری خویش بوده‌است.
دربارهٔ منابعی که توسط نویسندگان تورات در تنظیم متن فعلی آن مورد استفاده قرار گرفته، فرضیات گوناگونی ارائه شده‌است. مورد قبول‌ترین میان این فرضیات، به «فرضیه مستند» معروف است. مطابق این فرضیه، چهار منبع عمده در شکل‌گیری تورات نقش داشته‌اند؛ محققان این چهار منبع را «منبع یهوه‌ای» (به اختصار منبع جی)، «منبع الوهیمی» (به اختصار منبع ای)، «منبع روحانی» (به اختصار منبع پی) و «تاریخ تثنوی» (به اختصار منبع دی) لقب داده‌اند. این منابع مربوط به دوره‌های مختلفی هستند اما روی هم رفته محققان هر چهار منبع را متعلق به نیمه اول هزاره نخست قبل از میلاد می‌دانند که توسط نویسندگان در میانه‌های همان هزاره با یکدیگر ترکیب شده‌اند. این منابع را می‌توان جدا از یکدیگر مطالعه کرد و هرکدام کم و بیش روایت کامل و مستقلی از داستان خروج و سرگذشت موسی ارائه می‌دهد. همچنین اختلاف نظر مهم دیگر این است که آیا خروج از مصر و سرگردانی در بیابان داستان‌های جداگانه‌ای بودند یا نه. اگر جداگانه بودند، داستان موسی در نسخه‌های قدیمی‌تر به کدام یکی از این قصه‌ها تعلق داشته یا اینکه اصلاً به به هیچ‌کدام مربوط نبوده‌است. نکته دیگر آن است که فتح کنعان نقطه اوج داستان خروج است، با این حال بخشی از تورات فعلی نیست.

## روایت کتاب مقدس

### خروج از مصر

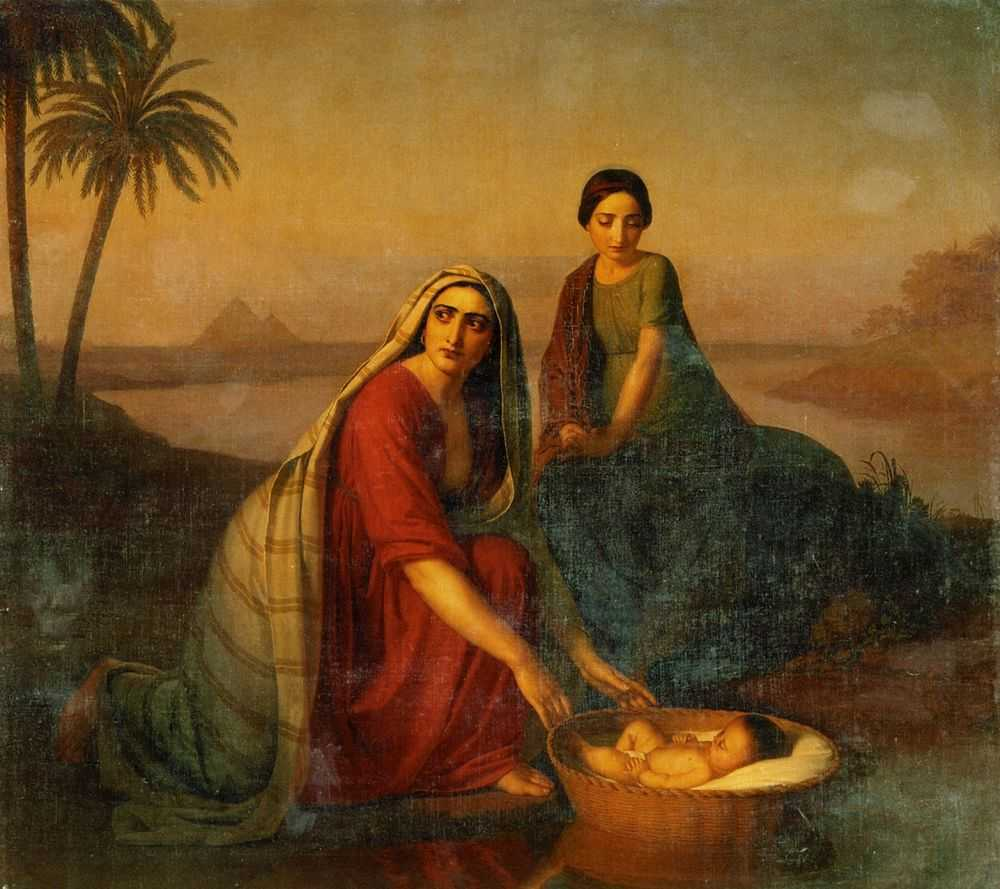
یوکابد و میریام موسی را در سبدی در میان نیزارهای بیابان پنهان کردند. اثری از الکسی تیرانوف

روایت چنین آغاز شده که بعد از مرگ یوسف و برادرانش، جمعیت فرزندان اسرائیل به اندازه‌ای زیاد شده بود که «بیش از حد قدرتمند شدند و سرزمین از آنان پر شده بود.» در آن زمان، پادشاهی بر مصر حکومت می‌کرد که «یوسف را نمی‌شناخت» و از جمعیت زیاد اسرائیلیان و عدم وفاداری احتمالی آنان بیمناک بود. نتیجتاً، به بردگی کشاندشان و با اجبار به کارهای دشوار نظیر ساخت شهرهای پیتوم و رامسس زندگی را بر آنان سخت کرد. اما کار طاقت‌فرسا باعث شد بنی‌اسرائیل بیشتر و زورمندتر شوند و به همین دلیل، فرعون دستور داد تمام نوزادان ذکور عبرانی را به نیل افکنند. در این زمان است که قصه تولد موسی روایت می‌شود.
موسی پسر عمرام و یوکابد بود؛ هر دو از طایفه لاویان بودند و عمرام برادرزاده یوکابد بود. او خواهری بزرگ‌تر به نام میریام و برادری بزرگ‌تر به نام هارون داشت. یوکابد بعد از تولد موسی، او را برای ۳ ماه از ترس فرعون پنهان نگه داشت و سپس، وی را در سبدی گذاشت و در نیزار کنار رود نهاد، در حالی که خواهر موسی او را از دور زیر نظر داشت. دختر فرعون که در حال حمام کردن بود، او را دید و دستور داد از آب بیرونش آورند. گریه‌های موسی دل او را به رحم آورد و تصمیم گرفت نوزاد عبرانی را نزد خود نگاه دارد. مطابق پیشنهاد خواهر موسی، دختر فرعون موسی را به زنی عبرانی که همان مادر موسی بود، سپرد تا به او شیر دهد. زمانی که طفل رشد کرد، او را نزد دختر فرعون بازگرداندند. نام موسی را همو بر روی کودک گذاشت. بدین ترتیب، موسی چون شاهزاده‌ای در قصر فرعون رشد کرد.

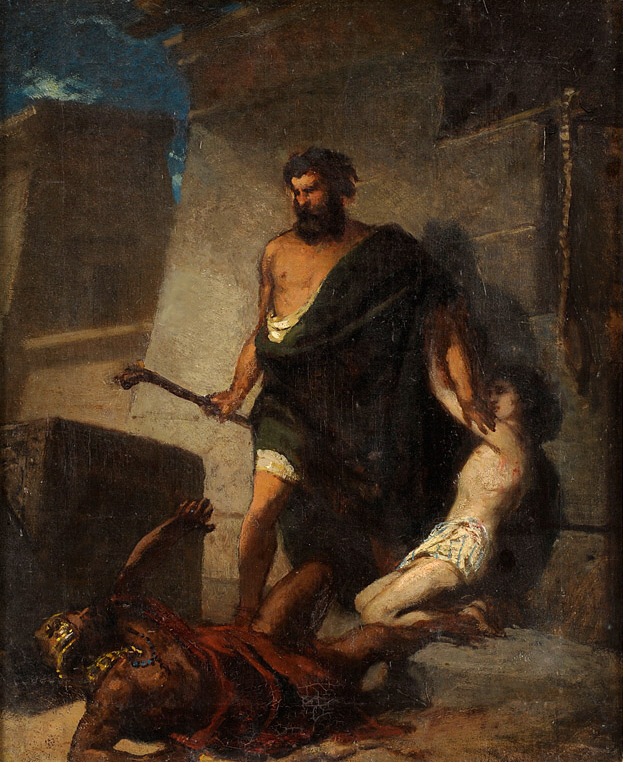
موسی برای دفاع از یک عبرانی، یک مصری را به قتل می‌رساند.

موسی به عنوان یک مصری رشد کرد اما تبار عبرانی خود را از یاد نبرد. چون به جوانی رسید، از قصر بیرون می‌رفت و رنج عبرانیان را نظاره می‌کرد. زمانی که دید یک مصری مشغول ضرب و شتم یک عبرانی است، آن مصری را کشت و برای اینکه جنازه‌اش پیدا نشود، او را در شن‌ها دفن کرد. روز بعد، دو عبرانی را مشغول جدال یافت و تلاش کرد میان ایشان میانجی‌گری کند، اما فرد مهاجم به او گفت «چه کسی تو را میان ما حاکم کرده؟ آیا می‌خواهی مرا نیز مانند آن مصری بکشی؟» موسی بدان نتیجه رسید که خبر قتل آن مصری پخش شده‌است و برای فرار از خشم فرعون، به مدین گریخت.
در مدین، موسی دوباره به دفاع از مظلومان برمی‌خیزد؛ زمانی که دختران کاهن مدین تلاش کردند از چاهی برای سیراب کردن گله پدرشان آب بردارند و چوپانان اطراف مانعشان شدند، موسی به یاری آن دختران رفت و در آب دادن به گله کمک کرد. نتیجتاً، موسی در خانه کاهن ساکن شد و یکی از دختران او، صفورا، را به زنی گرفت. صفورا دو پسر به نام‌های جرشون و العاذار زایید. این قسمت از تورات با استفاده از مطالب دو منبع مختلف تشکیل شده، زیرا پدرزن موسی با دو نام متفاوت رعوئیل (در ۲:۱۸) و یترون (در ۳:۱) خطاب شده‌است. در این نقطه از روایت همچنین به مرگ پادشاه مصر اشاره شده که در واقع صحنه را برای بازگشت موسی به مصر آماده می‌کند.
در ادامه روایت، زمانی که موسی برای چراندن گله پدرزن خود به حوریب، کوه یهوه، رفته بود، بوته‌ای را دید که مشتعل است اما آتش نمی‌گیرد. زمانی که موسی به بوته نزدیک شد، خدایی از میان بوته او را ندا داد، اما موسی نام آن خدا را نمی‌دانست. خدا به موسی می‌گوید من رنج مردم خودم، اسرائیل، را در مصر دیدم و پائین آمده‌ام تا آن‌ها را نجات دهم. تو باید به نزد فرعون بروی و ملت من را خلاصی بخشی تا در این کوه مرا عبادت کنند. موسی تمایلی به انجام این کار نداشت و چهار بهانه مختلف پیش می‌کشد؛ توانایی‌اش را در خود نمی‌بیند، نام آن خدا را نمی‌داند، تردید دارد که بنی‌اسرائیل از او اطاعت خواهند کرد و صدای خود را مناسب این کار نمی‌یابد. یهوه صبورانه به هر چهار مورد پاسخ می‌دهد: در مصر با او خواهد بود، زمانی که اسرائیلیان مصر را ترک کنند در این کوه او را عبادت خواهند کرد، نام آن خدا «هستم آنکه هستم» است و همو به موسی قدرت سخن گفتن خواهد داد. آیه ۳:۲ که گفته یهوه از طریق یک فرشته یا پیامبر با موسی صحبت کرد را احتمالاً بعدا به متن اضافه کرده‌اند زیرا باقی بخش‌های قصه گفتگو را مستقیم نشان داده‌است. خدایی که با موسی صحبت می‌کند در این بخش از متن الوهیم و یهوه نامیده شده که این دو نام متفاوت هم نمایان‌گر آن است که این قسمت از تورات با استفاده از دو منبع نوشته شده‌است. دغدغه اصلی یهوه مشکلات ملت خودش در مصر است، اما الوهیم بیشتر بر گناهان مصریان تمرکز دارد. از اینجا به بعد همه منابع متنی خدای اسرائیل را یهوه نامیده‌اند.
موسی موظف شد به همراه بزرگان بنی‌اسرائیل، از فرعون تقاضا کند که ۳ روز به بیابان روند تا به خدای اسرائیل قربانی تقدیم کنند، خواسته‌ای که می‌دانند رد خواهد شد. یهوه همچنین به موسی گفت در زمان خروج جواهرات مصریان را غارت کنند. او به موسی سه نشانه داد تا بنی‌اسرائیل را قانع کند: عصا به مار و از مار به عصا تبدیل شد، دست موسی به بیماری پوستی دچار و دوباره درمان شد و به عنوان نشانه آخر، هر گاه موسی آب رودخانه را به روی خشکی بریزد، به خون تبدیل خواهد شد. موسی باز هم پیشنهاد خدا را رد می‌کند که باعث عصبانی‌شدن او می‌شود. در نتیجه، به موسی می‌گوید برادرش هارون نقش سخنگوی او را ایفا خواهد کرد. همچنین از او خواست عصا را با خود ببرد تا بنی‌اسرائیل را قانع کند و زمانی که به فرعون رسید، از جانب خدا به او بگوید اسرائیل پسر نخست‌زاده من است، اگر او را رها نکنی، پسر نخست‌زاده تو را می‌کشم.

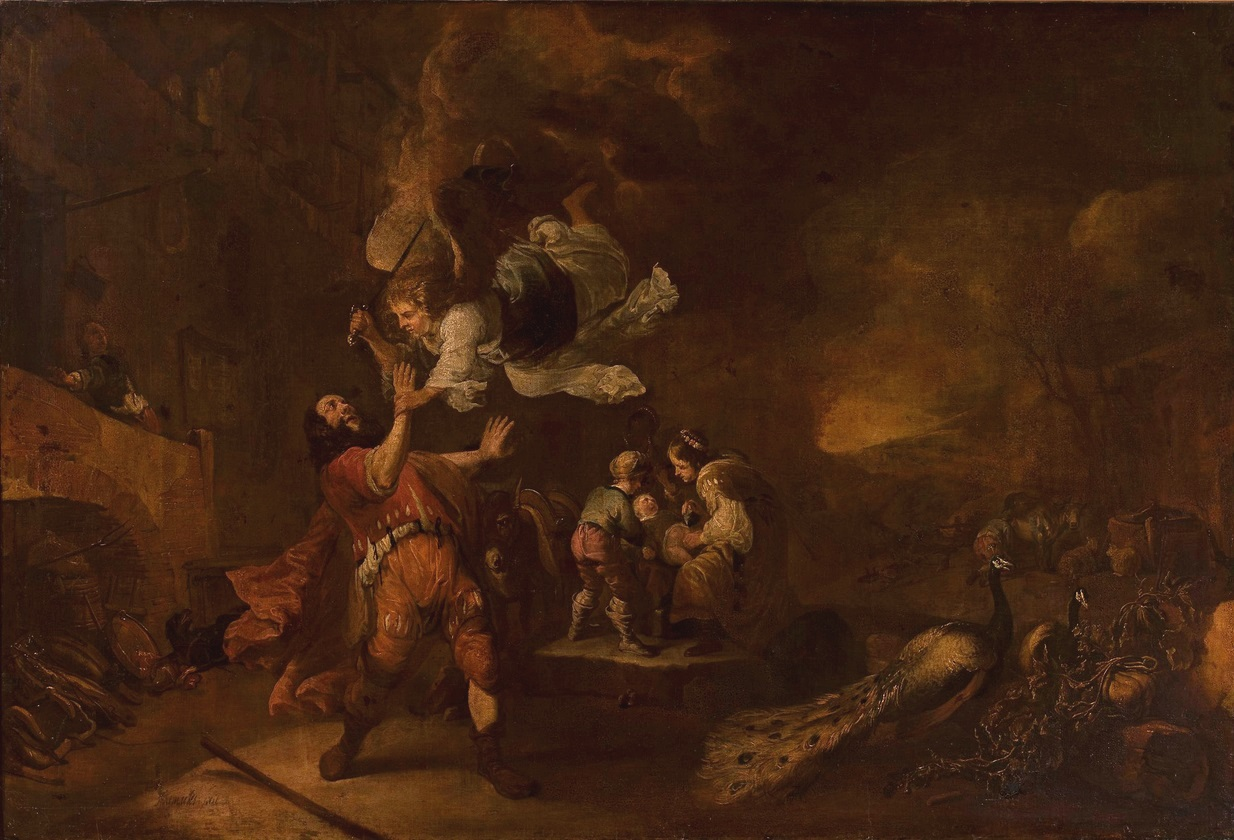
خدا می‌خواست موسی را بکشد اما صفورا پسرشان را ختنه کرد و مانع از مرگ موسی شد. در متن تورات فقط گفته شده «قصد قتل او کرد» و به روشنی مشخص نیست «او» موسی است، یا پسرش. احتمالاً این داستان به رسم قربانی‌کردن پسر نخست‌زاده به درگاه خدایان اشاره دارد.

پس موسی همسر و پسرانش را سوار خر کرد و راه مصر در پیش گرفت. در مسیر مصر، خدا تلاش می‌کند موسی را بکشد اما صفورا با سنگی تیز پسرشان را ختنه می‌کند و پوست آن را به پا (آلت تناسلی؟) او (موسی یا خدا) می‌زند و می‌گوید «تو مرا [به سبب ختنه] شوهرِ خون هستی!» و به همین دلیل خدا او را رها می‌کند. این بخش خیلی مبهم و احتمالاً خلاصه‌ای از داستانی کامل‌تر است. به‌طور دقیق مشخص نیست حمله با چه انگیزه‌ای انجام شده؛ خون ختنه به‌طور کلی در سفر خروج از انسان‌ها در برابر قدرت مخرب الهی محافظت می‌کند. به گفته والتر بلتس، رسم قربانی‌شدن پسر اول به درگاه یهوه در پشت این داستان نهان است. (برای توضیحات بیشتر بنگرید به #حمله خدا به موسی در همین مقاله)
چون به مصر رسیدند، هارون آنچه خدا به موسی گفته بود را به بنی‌اسرائیل بازگو کرد و ایشان از آمدن منجی شادمان شدند. سپس موسی و هارون نزد فرعون رفتند و به او گفتند: «یهوه خدای اسرائیل به تو می‌گوید: ملت مرا رها کن تا در صحرا برای من قربانی کنند.» فرعون نپذیرفت و پاسخ داد «یهوه چه کسی است که من گفته‌اش را بشنوم و اسرائیل را آزاد کنم؟» سپس دستور داد تا کار را برای بنی‌اسرائیل سخت‌تر کنند. بدین ترتیب، بنی‌اسرائیل از موسی ناامید شدند و موسی خود نیز دلسرد شد. سخت‌تر شدن شرایط بنی‌اسرائیل در واقع توجیهی برای بلایایی است که یهوه در ادامه بر مصریان نازل می‌کند. در ادامه روایت، یهوه برای دومین بار نام خودش را به موسی می‌گوید؛ این بخش از منبع روحانی است (مرتبه قبلی از منبع الوهیمی بود) و به همین دلیل این اتفاق دو بار در تورات روایت شده‌است. خدای موسی به او می‌گوید: «من یهوه هستم. به ابراهیم و اسحاق و یعقوب ظاهر شدم اما خود را به ایشان به نام ال شدای (خدای کوهستان، اشاره به محل زندگی این خدا) معرفی کردم و آن‌ها مرا به نامم، یهوه، نشناختند.» سپس از موسی تقاضا می‌کند که نزد پادشاه رود و وعده می‌دهد که با سخت کردن دل فرعون و نمایان کردن نشانه‌هایی در سرزمین مصر ملت خود بنی‌اسرائیل را نجات دهد. مجموعه‌ای از بلاها بر مصر نازل می‌شود تا بدین شیوه، فرعون بپذیرد که ملت خدای اسرائیل را آزاد کند تا در صحرا او را عبادت کنند. در اثر بلاها، فرعون پذیرفت بنی‌اسرائیل برای عبادت به صحرا بروند، به شرط آن‌که «زیاد دور نروید و برای من هم دعا کنید.» با موافقت فرعون، خدا بلاها را از او و مصر دور کرد اما فرعون که خلاصی از بلاها را دید، نظر خود را تغییر داد و اسرائیلیان را آزاد نکرد. نهایتاً بعد از اینکه خدا پسران ارشد همه خانواده‌های مصری را کشت، فرعون راضی شد و بنی‌اسرائیل بعد از پسح، در روز ۱۵ از ماه اول، مصر را ترک کردند.
هنوز اسرائیلیان راه زیادی را طی نکرده بودند که نظر فرعون دوباره تغییر کرد؛ او با سرعت زیادی سپاهیان خود را بسیج کرد و به دنبال بنی‌اسرائیل به راه افتاد تا بندگانش را دوباره در بند کند. تعقیب و گریز ادامه پیدا کرد تا جایی که اسرائیلیان میان دریای قلزم (יַם-סוּף در عبری) و لشکر فرعون گیر افتادند. بنی‌اسرائیل به موسی شکایت بردند که باعث مرگ آن‌ها خواهد شد اما موسی از ایشان خواست تا نترسند زیرا خدا برای آن‌ها مبارزه خواهد کرد و فقط کافی است منتظر بمانند. خدا به موسی گفت از مردمش بخواهد که به جلو حرکت کند و خود نیز چوب‌دستی را بر فراز دریا دراز کند تا یهوه باری دیگر برتری خود بر فرعون را نشان دهد. فرشته خدا که اسرائیلیان را تعقیب می‌کرد، ابرهایی از آتش میان بنی‌اسرائیل و ارتش مصریان قرار داد تا در شب به یکدیگر نزدیک نشوند. موسی چوب‌دستی را دراز کرد و یهوه در طول شب با «باد شرقی» دریا را شکافت و دریا به زمینی خشک تبدیل شد. آن‌گاه اسرائیلیان در حالی که دریا برایشان چون دیواری بود، از آن گذر کردند و مصریان که به دنبال آنان بودند، غرق شدند. بعد از گذر از دریا موسی و بنی‌اسرائیل در ستایش از یهوه سرود خواندند و زنان رقصیدند. ماجرای شکافته شدن دریا از سه منبع مختلف (منبع حماسی قدیمی، منبع یهوه‌ای و منبع روحانی) تشکیل شده‌است. منبع روحانی شکافتن دریا را به موسی («موسی چوب‌دستی را دراز کرد…») و منبع یهوه‌ای آن را به یهوه («یهوه در طول شب با باد شرقی دریا را شکافت…») منسوب کرده‌است.

### سرگردانی در بیابان

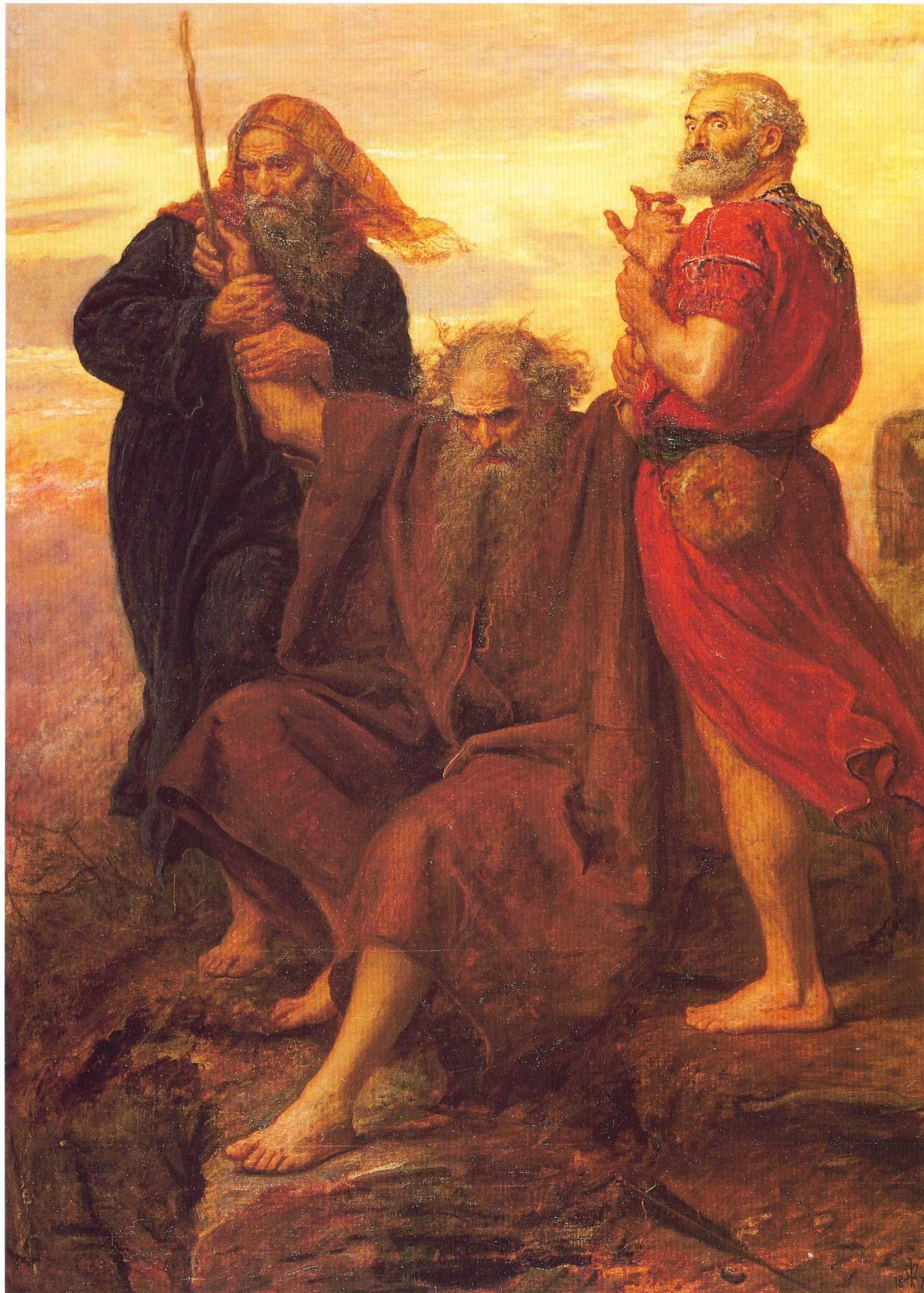
پیروزی ای پروردگار! (۱۸۷۱) اثر جان اورت میلایس، موسی را در حالی که عصای خود را با کمک هارون و حور، در نبرد با عمالیق بالا گرفته‌است، به تصویر کشیده است.

بعد از خروج از مصر، موسی اسرائیلیان را به سمت بیابان هدایت کرد تا با یهوه ملاقات کنند. آنان راه کوه سینا در پیش گرفتند تا آنجا با او عهد ببندند. بنی‌اسرائیل در راه با چندین بلا و سختی مواجه شدند. در ماره، آب قابل نوشیدن نبود و موسی آن را تبدیل به آب شیرین کرد. در ادامه راه آنان با کمبود غذا مواجه شدند و دوباره به موسی شکایت بردند. نتیجتاً، یهوه نوعی نان بهشتی بر ایشان باراند. بار دیگر دچار کمبود آب شدند که موسی سنگ را شکافت و از آن آب بیرون آمد. در رفیدیم، عمالیقیان به اسرائیلیان حمله کردند. یوشع به جنگ آنان رفت تا موسی فرصت لازم برای بالا رفتن از کوه را داشته باشد. در بالای کوه، هر گاه موسی عصا را بالا می‌گرفت اسرائیلیان و هر گاه دستش خسته می‌شد عمالیقیان پیروز می‌شدند. پس موسی را بر سنگی نشاندند و هارون و حور دست‌هایش را بالا گرفتند و اسرائیل پیروز شد. در ادامه یترون به دیدار بنی‌اسرائیل آمد. او که خود کاهن مدین بود، اعتراف کرد که یهوه از دیگر خدایان بزرگ‌تر است.
اسرائیلیان سه ماه بعد از خروج از مصر، در کوه سینا با یهوه دیدار کردند. در آغاز دیدار، یهوه تنها با موسی صحبت کرد و به او اطلاع داد که اگر اسرائیل از عهد من پیروی کند، ملت مقدس من خواهد بود. موسی نزد اعضای ارشد بنی‌اسرائیل رفت و آنچه یهوه به او گفته بود را به ایشان بازگفت. بنی‌اسرائیل در پاسخ موسی موافقت خود با عهد یهوه را ابراز کردند. سپس موسی نزد خدا رفت و به او اطلاع داد که در ملاقاتش با آنان چه گذشته‌است. در ادامه، خدا به موسی گفت «حال در ابری تیره نزد شما خواهم آمد.» این بخش از مطلب به منبع الوهیمی تعلق دارد که در آن، موسی نقش واسطه میان اسرائیل و خدایشان را دارد. بنی‌اسرائیل نمی‌توانستند خدا را ببینند پس او در ابری آمد تا آن‌ها حضورش را حس کنند. ادامه متن که با قسمت قبلی در تضاد است، به منبع یهوه‌ای تعلق دارد و به گفته این بخش از تورات، بنی‌اسرائیل در واقع می‌توانند خدا را شخصاً ملاقات کنند؛ البته فقط مردها، زیرا یکی از دستورالعمل‌های ملاقات با خدا این بود که تا آن زمان «با زنان آمیزش نکنید.» جایگاه درجه دوم زنان در جامعه اسرائیل باستان به خوبی در این قسمت مشهود است.
در روز سوم، رعد و برق ایجاد شد و یهوه در آتش بر کوه سینا فرود آمد و همه جا را دود فرار گرفت. صدای ترومپت زیاد شد و موسی شروع به صحبت کرد و الوهیم پاسخ داد. یهوه موسی را به بالای کوه خواند و او خود را به آنجا رساند. نحوه ورود یهوه نشان می‌دهد که او اینجا چون خدای طوفان به تصویر کشیده شده‌است. بعل، خدای کنعانی، نیز با این پدیده‌ها مرتبط دانسته می‌شد. در بالای کوه، یهوه نحوه ورود به کوه مقدس را به موسی آموخت و او نزد بنی‌اسرائیل بازگشت. در ادامه یهوه ده فرمان خود را به بنی‌اسرائیل گفت تا اساس رابطه اسرائیل با یهوه باشد. بنی‌اسرائیل از صحبت‌های او وحشت‌زده شدند و موسی به ایشان پاسخ داد که نترسید زیرا یهوه در حال آزمودن شماست. مخاطب یهوه در زمان شرح ده فرمان، دوم شخص مفرد مذکر است. یکی از فرمان‌ها این است که «خدایانی دیگر جز من نباید داشته باشید.» مشخص است که در این قسمت موجودیت خدایان دیگر به رسمیت شناخته شده‌است.
در ادامه عهد بنی‌اسرائیل و یهوه به صورت نمادین تأیید شد. او موسی، هارون، ناداب، ابیهو و هفتاد نفر دیگر را نزد خود خواند. موسی به یهوه نزدیک شد و باقی از دور عبادت کردند. تا اینجا ظاهراً مطلب به منبع الوهیمی تعلق دارد. در ادامه موسی و دیگر دعوت‌شدگان با خدا غذا خوردند تا به عهد خود رسمیت بخشند. در ۳۳:۱۱ موسی و خدا «چهره به چهره، چون دو دوست» با هم سخن گفتند. ۳۰:۲۰ می‌گوید «نمی‌توانی چهره مرا ببینی زیرا زنده نمی‌مانی.» در ۲۴:۹ تا ۱۱، بسیاری چهره خدا را می‌بینند و هیچ‌کدام نمی‌میرند. بعد از مراسم تأیید عهد، خدا موسی را به بالای کوه فراخواند تا متن قانون را که بر سنگ حک شده بود، به او بدهد. موسی به همراه یوشع رفت و رهبری بنی‌اسرائیل در غیاب خود را به هارون و حور سپرد. بعد از رفتن موسی، ابری کوه را پوشاند. نوشتن قانون بر سنگ، امری رایجی در خاورمیانه باستان بوده‌است. در مجموع، موسی بارها در طول متن از کوه بالا می‌رود و پایین می‌آید. این نشان‌دهنده ترکیب سنت‌های روایی مختلفی است که همگی را در نسخه مکتوب نهایی تورات حفظ کرده‌اند.

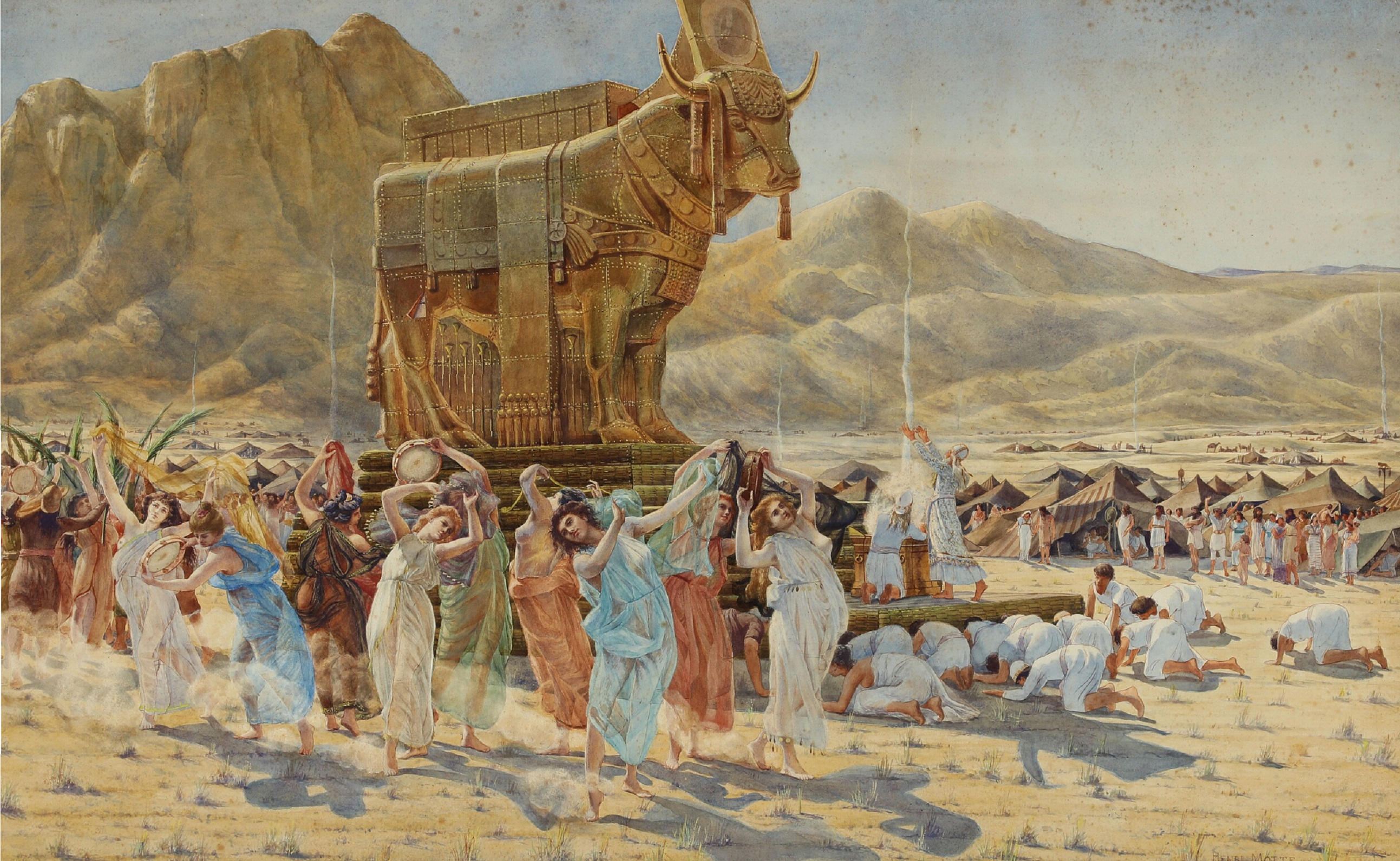
زمانی که موسی بالای کوه بود، هارون گوساله‌ای طلایی ساخت و اسرائیلیان شروع به پرستش آن کردند. کنعانیان ال که بزرگ‌ترین خدایشان بود را «گاو نر» می‌نامیدند و بعل نیز بر گاوی سوار بود. اینجا نیز احتمالاً هارون گوساله را ساخت تا تخت یهوه باشد. این نقاشی اثر آنری پول موت است.

مدت زمان حضور موسی در کوه از انتظار بنی‌اسرائیل طولانی‌تر شد؛ نتیجتاً، آنان که تصور کردند موسی و نیز ارتباطشان با آن خدا را از دست داده‌اند، نزد هارون رفتند و از او خواستند که جایگزینی پیدا کند. هارون طلاهای اسرائیلیان را گرفت و با استفاده از آن‌ها، گوساله‌ای طلایی ساخت. هارون سپس برای آن قربانگاهی ساخت و گفت «فردا عید یهوه‌است.» در کنعان، ال، خدای بزرگ آن‌ها، «گاو نر» نامیده می‌شد و بعل، یک خدای کنعانی دیگر، نیز بر گاوی سوار بود. در نتیجه، گاو تخت بعل بود. اینجا نیز احتمالاً گوساله قرار بود تخت یهوه باشد. به هر روی، خدا چنان برداشت کرد که اسرائیلیان عهد او را شکسته‌اند؛ او شدیداً عصبانی شد و تصمیم گرفت اسرائیل را نابود و با استفاده از موسی، ملت جدیدی برای خودش ایجاد کند. با این حال، موسی او را آرام کرد و گفت «نظرت را تغییر بده و بر مردم خودت فاجعه نازل نکن.» خدا پذیرفت و تهدیدش را پس گرفت.
موسی که به پایین کوه بازگشت، با دیدن بت‌پرستی بنی‌اسرائیل، عصبانی شد و لوح‌های سنگی قوانین را شکست که همچنین به صورت نمادین شکسته‌شدن عهد را می‌رساند. هارون سرزنش شد و موسی سپس گفت: «هرکس به خدا وفادار است، نزد من آید. هر کدام از شما برادر، دوست و همسایه خودش را بکشد.» لاویان چنین کردند و سه هزار نفر کشته شدند. موسی گفت: «شما به بهای پسران و برادرانتان خود را امروز وقف یهوه کردید.» این بخش که ریشه در منبع الوهیمی دارد، وفاداری لاویان به یهوه را نشان می‌دهد. نویسنده این منبع خود از طایفه لاویان بود. دلیل انتقاد شدید او از هارون احتمالاً این است که او به خاطر انحصار روحانیت اورشلیم در نسل هارون، نمی‌توانسته وارد این صنف شود. به هر روی، در اثر این اتفاق، یهوه تصمیم گرفت بنی‌اسرائیل را در ادامه سفر به ارض موعود همراهی نکند، زیرا «شما قوم سرکشی هستید و من میان شما نخواهم آمد تا مبادا تو را نابود کنم.» موسی از خدا خواست که نظرش را تغییر دهد که او باز هم پذیرفت. موسی دوباره به بالای کوه رفت تا لوح جدیدی (زیرا قبلی‌ها را شکسته بود) دریافت کند. قوانین روایت شده در این نقطه، با روایت قبلی تفاوت‌هایی دارد.
ادامه داستان در اسفار لاویان، اعداد و تثنیه روایت شده‌است. تقریباً تمام سفر لاویان به گفتگوهای یهوه و موسی اختصاص داده شده‌است. در باب ۸ لاویان، موسی هارون و پسرانش را به روحانیت منصوب می‌کند. ادامه حرکت بنی‌اسرائیل به سوی ارض موعود، در سفر اعداد یافت می‌شود. در آغاز این کتاب، اردوگاه اسرائیلیان از نو سازماندهی می‌شود و میریام به دلیل انتقاد از موسی، به جذام دچار می‌شود. موسی برای بررسی شرایط حمله به ارض موعود، ۱۲ جاسوس به آنجا فرستاد. ایشان سرزمین را غیرقابل فتح یافتند و در نتیجه، بنی‌اسرائیل حاضر نشدند در حمله شرکت کنند. خدا به موسی گفت: «تا کی قرار است اینان به من اهانت کنند؟» او دوباره تصمیم گرفت بنی‌اسرائیل را نابود کند و با استفاده از موسی ملت عظیم‌تری به وجود آورد. اما موسی به خدا گفت: «آنگاه دیگر اقوام خواهند گفت یهوه چون نتوانست بنی‌اسرائیل را به ارض موعود برساند، ایشان را هلاک کرد.» نتیجتاً، نظر خدا عوض شد و آنان را بخشید.

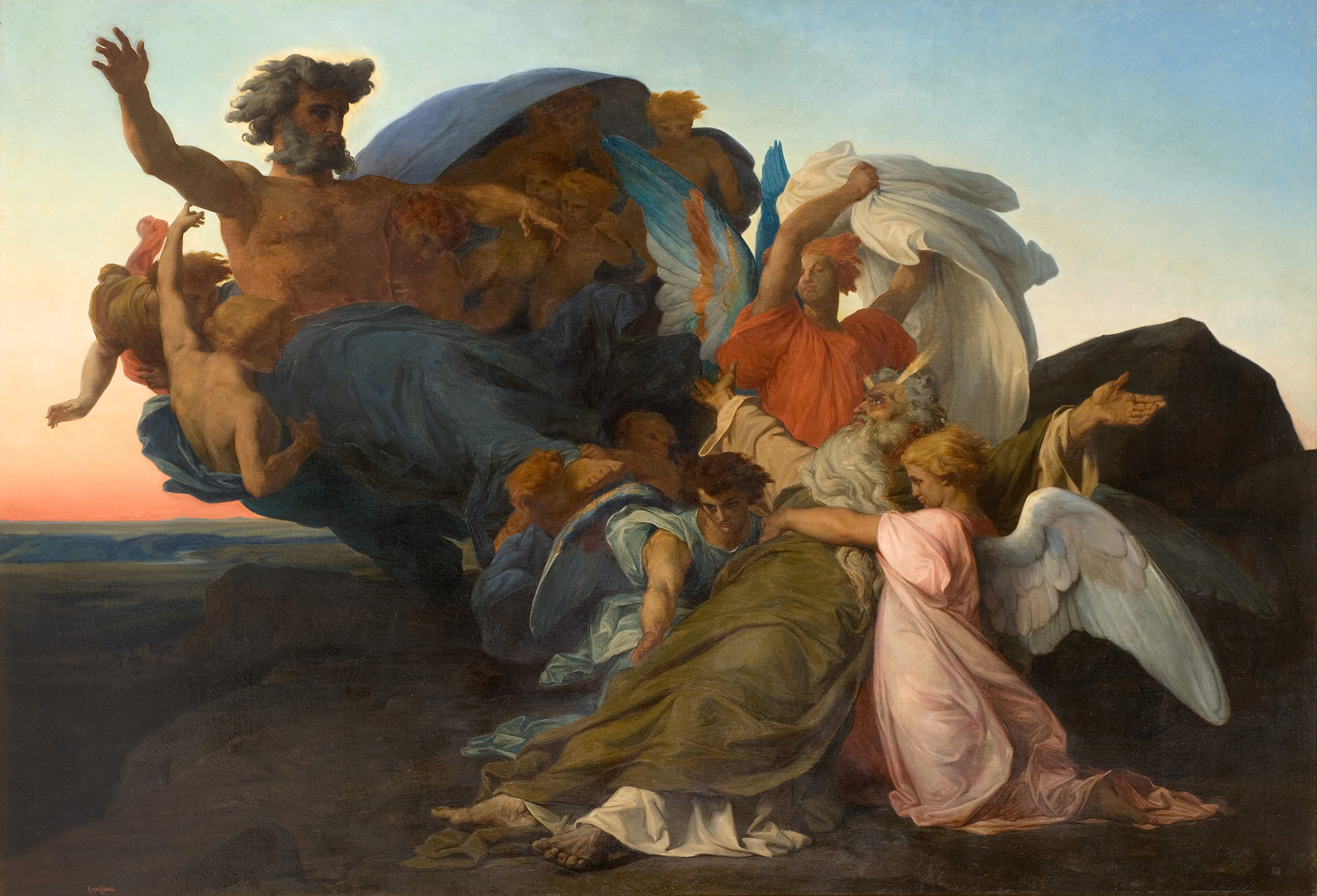
مرگ موسی بالای کوه از الکساندر کابانل

در باب ۱۶، قورح، داتان و ابیرام شورش کردند که دستگیر و اعدام شدند. بنی‌اسرائیل بار دیگر به حرکت ادامه دادند. در راه، اهل ادوم به آن‌ها اجازه عبور از سرزمینشان را ندادند و از مسیر دیگری رفتند. در باب ۲۵، برخی از اسرائیلیان با دختران خدایان موأب رابطه جنسی داشتند و به پرستش خدایانشان، از جمله بعل گرایش پیدا کردند. این خشم یهوه را سبب شد و در نتیجه، موسی به بزرگان اسرائیل دستور داد هر کسی که چنین کرده را بکشند. در ادامه، یکی از مردان اسرائیل با زنی از مدین مزدوج شد که یهوه به همین دلیل، بلایی بر اسرائیل نازل کرد. فینحاس، نوه هارون، نیزه‌ای برداشت و هر دو را با یک ضربه کشت؛ خشم خدا بر اسرائیل پایان گرفت و بلا — بعد از مرگ ۲۴ هزار نفر — از ایشان دور شد. یهوه در ستایش از فینحاس به موسی گفت: «تعصب او باعث شد من با غیرت خود بنی‌اسرائیل را هلاک ننمایم.» سپس از موسی خواست برای انتقام، به مدینی‌ها بتازد و آن‌ها را شکست دهد. پس موسی به قوم گفت خود را آماده سازند تا انتقام خدا را از مدین بگیرند. پس هزار نفر از هر سبط (مجموعا ۱۲ هزار نفر) بر مدینی‌ها تاختند؛ بنی‌اسرائیل همه مردان مدین را کشتند و زنان و کودکانشان را به اسیری گرفتند اما زمانی‌که نزد موسی بازگشتند، موسی بابت اینکه زنان را نکشتند، عصبانی شد و بر فرماندهان لشکر خشم گرفت. موسی دستور داد همه اطفال ذکور و همه زنانی که در گذشته رابطه جنسی داشته‌اند را بکشند اما به آن‌ها اجازه داد دختران باکره را برای خود نگه دارند.
سفر تثنیه، پنجمین و آخرین کتاب تورات، با بازگویی خلاصه‌ای از اتفاقات روی داده در بیابان توسط موسی در کرانه رود اردن آغاز می‌شود. در باب‌های ۵ تا ۱۱ موسی ده فرمان را تکرار می‌کند و از بنی‌اسرائیل می‌خواهد که از یهوه بترسند و او را دوست بدارند. باب‌های ۱۲ تا ۲۶ به توضیح احکام پرستش یهوه، قوانین خانوادگی و اجتماعی توسط موسی اختصاص داده شده‌است. موسی در باب‌های ۲۷ تا ۳۰ عهد را تازه و در باب ۳۱ یوشع را جانشین خود می‌کند. باب‌های ۳۲ و ۳۳ شعر هستند و سرانجام، مرگ موسی در باب ۳۴ فرامی‌رسد؛ او در دشت‌های موأب، مطلع شد که زندگی‌اش به پایان نزدیک می‌شود. یهوه او را از ورود به ارض موعود منع کرد و دعاهای موسی نیز بی‌نتیجه ماند. در نزدیکی مقصد، یهوه موسی را به بالای کوه نبو برد تا ارض موعود را تماشا کند و همان‌جا در ۱۲۰ سالگی و پیش از ورود به ارض موعود مرد؛ جسد او توسط یهوه در جای نامعلومی دفن شد. در داستان نوح در سفر پیدایش (کتاب اول تورات)، خدایان با دختران آدمیان آمیزش می‌کنند و از ایشان نژاد جدیدی به نام نفیلیم به وجود می‌آید؛ یهوه به همین جهت الوهیت را در انسان‌ها محدود می‌کند تا نتوانند بیش از ۱۲۰ سال عمر کنند. به همین دلیل نویسنده می‌گوید موسی در ۱۲۰ سالگی — حداکثر طول عمر ممکن — مرد. سرگردانی در بیابان روی هم ۴۰ سال طول کشید و بعد از مرگ موسی، بنی‌اسرائیل به رهبری یوشع کنعان را فتح کردند.

## دیدگاه تاریخی
تا قبل از عصر روشنگری و شکل‌گیری دیدگاه تاریخی انتقادی نسبت به کتاب مقدس، تصور می‌شد که شخص موسی تورات را نوشته‌است. در عصر روشنگری، انتساب تورات به موسی زیر سؤال رفت و در عوض، این عقیده رایج شد که چندین نویسنده در دوره‌ای بسیار متاخرتر آن را نوشته‌اند و وقایع زندگی موسی رنگ افسانه به خود گرفت. بعد از کشف حجم وسیعی از اسناد و آثار مصر باستان توسط باستان‌شناسان، امیدها برای یافتن شخصیت تاریخی موسی از نو زنده شد؛ با این وجود، بعد از ۱۵۰ سال تحقیقات مستمر، مشخص شد که در هیچ‌کدام از اسناد مصری به موسی و داستان خروج بنی‌اسرائیل اشاره‌ای نشده‌است. اطلاعات موجود در تورات هم در یافتن ارتباط میان دوره موسی و یکی از ادوار تاریخ مصر باستان هیچ کمکی نمی‌کند، زیرا شباهتی به تاریخ مصر ندارد. تورات حتی نتوانسته نام هیچ‌کدام از فراعنه‌ای که در داستان حضور دارند را مشخص کند. به گفتهٔ دونالد ردفورد، اینکه بگردیم یوسف در زمان کدام سلسلهٔ مصری بوده یا فرعونِ زمان موسی چه کسی بوده، مثل این است که تلاش کنیم نام کنسول‌های امپراتوری روم در زمان بیرون کشیدن شمشیر از سنگ توسط شاه آرتور را کشف کنیم. برخی از عناصر داستان مثل شکافته‌شدن دریا معجزه‌آسا هستند و ارائه توضیحی منطقی برای آن‌ها ممکن نیست.
داستان نجات نوزادی که در رودخانه رها شده و در بزرگی به شهرت و عظمت می‌رسد، مضمونی رایج در افسانه‌های باستانی خاورمیانه است. این شباهت به خصوص در مقایسه با داستان تولد سارگن بزرگ، پادشاه اکد، قابل تشخیص است. در آن داستان، مادر سارگن که با وجود کاهنگی حامله شده بود، او را در سبدی در فرات رها می‌کند و باغبانی او را نجات می‌دهد. در چنین داستان‌هایی معمولاً کودک از قدرت حاکمی ظالم گریزان است، تحت تربیت همان حاکم رشد پیدا می‌کند و نهایتاً او را به زیر می‌کشد. داستان تولد کوروش بزرگ نیز همین مضامین را دارد. در داستانی دیگر، زمانی که خدای مصری حوروس نوزاد بود، مادرش او را در نیزارها قرار داد تا از دید ست، خدای طوفان و بیابان، پنهان بماند. با این حال، داستان پرورش موسی نزد مصریان به اندازه قصه تولدش کلیشه‌ای نیست؛ به خصوص که موسی و دیگر لاویان احتمالاً نام‌های مصری دارند و در طول روایت (مانند داستان گوساله طلایی) در یک سو قرار می‌گیرند. هر چند مصری بودن این اسامی می‌تواند یکی از تأثیرات حکومت مصریان بر کنعان هم باشد.
داستان مخالفت موسی با خدا و اصرارش مبنی بر اینکه توانایی سخن گفتن ندارد، از منبع الوهیمی وارد تورات شده و جالب توجه است؛ در واقع، این اولین باری است که نویسنده منبع الوهیمی به موسی اشاره می‌کند. این منبع داستان تولد موسی در مصر و قتل مرد مصری را روایت نکرده و داستان او از مدین آغاز می‌شود؛ به بیان ساده‌تر، اگر مطالب منبع الوهیمی از سایر مطالب تورات جدا و به صورت مستقل خوانده شوند، چنین به نظر می‌رسد که موسی یکی از اهالی مدین (و نه یکی از بنی‌اسرائیل) است. نویسنده منبع الوهیمی در کل تأکید زیادی بر مدین دارد و حتی برخلاف سه منبع دیگر، نسل مدینی‌ها را به ابراهیم رسانده‌است. دو کتیبه مصری از قرن ۱۵ پیش از میلاد یهوه را خدای شاسوها معرفی کرده‌اند که حدوداً در مدین و ادوم ساکن بوده‌اند و حوریب (کوه یهوه) نیز در مدین واقع است؛ بدین ترتیب، ممکن است یهوه در اصل خدای مدین بوده باشد. ریچارد فرایدمن در دفاع از این نظریه می‌گوید منظور متن از نامناسب بودن صدای موسی، در واقع این است که او (که مطابق این فرضیه اهل مدین است) این است که زبان عبری نمی‌داند.
یهوه خدایی جنگاور، پهلوانی اژدهاکُش و مبارزی الهی است. شباهت‌هایی میان شکافته شدن دریا توسط یهوه (و موسی) با مبارزهٔ خدایان جنگِ باستانی خاور نزدیک با خدایان/هیولاهای دریا وجود دارد. خدایان مبارز در همهٔ ادیان خاور نزدیک باستان حاضر بوده‌اند، از مردوک و ایشتار گرفته تا آمون-رع و بعل. مردم تصور می‌کردند این خدایان برایشان به جنگ می‌رفتند و جنگ‌های زمینی وقتی روی می‌دادند که خدا از ایشان روی گردان شود. به همین دلیل، موسی در تورات می‌گوید «یهوه برای شما می‌جنگد.» در انوما الیش، افسانهٔ آفرینش بابلی، مردوک با باد و طوفان به جنگ تیامات الههٔ دریا می‌رود. مردوک با پیروزی مقابل دریا پادشاه می‌شود، درست مثل خدای اسرائیل در داستان موسی: «ای یهوه، پادشاه قدیمم… تو بودی که دریا [عبری: یام؛ بسنجید با یَمو، خدای دریای اوگاریت] را شکافتی. تو سرهای اژدهایان را در آب‌ها شکستی.» (مزمور ۷۴:۱۲–۱۷) عنصر «ترسیدن خدایان از دریا» از نقاط مشترک مبارزه یهوه و دریا و مبارزهٔ مردوک و تیامات است. یهوه اینجا احتمالاً کمان‌دار است و دریا، ژرفا، عمق، آب‌های رعب‌آور و باد سلاح‌های او.
مارتین نوث، از مهم‌ترین مورخان در مطالعات تاریخی موسی، کشف کرد که خارج از تورات، در سایر بخش‌های تنخ که قدیمی‌تر از دورهٔ تبعید یهودیان هستند، موسی فقط شش مرتبه مستقل از تورات یاد شده و حضور خیلی کم‌رنگی دارد. نوث نتیجه گرفت که تا قبل از شکل‌گیری تورات در قرون بعدی، موسی شخصیت مرکزی یهودیت نبوده‌است. و در میان دسته‌های گوناگون مطالب مختلف که تورات را شکل می‌دهند، موسی فقط به یکی از این دسته‌ها (رهبری بنی اسرائیل به سوی ارض موعود) تعلق دارد و در طول روند تثبیت تورات بوده که حضورش به آن بخش‌های دیگر (خروج از مصر، دریافت تورات بالای کوه و غیره) سلطه افکنده‌است.
جان فان سترس معتقد است مطالب مرتبط با موسی قدیمی‌تر از منبع یهوه‌ای نیستند و خود این منبع نیز از مطالب قدیمی‌تری استفاده نکرده‌است. در پسِ منبع یهوه‌ای فقط تاریخ تثنوی (قرن ششم قبل از میلاد) قرار دارد، که این منبع اصلاً روحش هم از داستان سرگردانی در بیابان خبر ندارد. تلاش برای یافتن موسای تاریخی کاری عبث است. او حالا به افسانه‌ها تعلق دارد.
رابرت میلر مسئله دیدگاه فان سترس را در توضیح داستان مرگ موسی—که خارج از جغرافیای تاریخ تثنوی روی می‌دهد—و نام او—که ریشه مصری دارد—می‌داند. ولی می‌گوید باید اعتراف کرد تنها عناصر «تاریخی» که می‌توان دربارهٔ موسی پیدا کرد، تاریخِ خاطرهٔ موسی نزد جوامع دینی مختلف اسرائیل باستان است: حتی یک خوانندهٔ عادی هم متوجه می‌شود که موسای تورات، در بخش‌های مختلف کتاب چهرهٔ یکسانی ندارد و هر کدام از این چهره‌های متفاوت موسی، به یکی از آن جوامع تاریخی تعلق دارد.
در «کهن‌الگوی قهرمان» که لرد راگلان ترسیم کرده، سرنوشت قهرمانِ اسطوره‌ای این است که پادشاهی الهی شود؛ او در شکل اساطیری خود خدایی کوه‌نشین (در مورد موسی، کوه سینا) خواهد شد که به ناگه رحمت خدای معظم را از دست می‌دهد، به‌طور مرموزی و اغلب بالای کوه می‌میرد، فرزندانش جانشینش نمی‌شوند و جسدش در جایی دفن نمی‌شود. یکی از شخصیت‌هایی که راگلان قهرمان خود را در او می‌دید، موسی بود. در واقع، بخش‌هایی از تورات مثل سفر اعداد ۲۷:۱۷ چنان تداعی می‌کنند که گویی موسی هم پادشاه بوده‌است.
دونالد ردفورد معتقد است احتمالاً در نسخه‌های قدیمی‌تر داستان، خبری از موسی نبوده و مشایخ بنی اسرائیل مستقیماً از فرعون درخواست کرده‌اند قوم را آزاد کند. ردفورد می‌گوید فرضاً افسانه‌های موسی قبل از دورهٔ تبعید هم وجود داشته‌اند، ولی آن افسانه‌ها از دست رفته‌است، زیرا مدارکی که در حال حاضر موجود است از دورهٔ تبعید و بعد از آن است. به علاوه، شخصیت موسی نه به تاریخ، بلکه بیشتر به جعل ادبی که قرار است قدرت یهوه را برجسته کند شبیه می‌نماید: موسی به خودش و حتی به قدرت خدا شک دارد. او کم‌هوش است و نمی‌تواند به خوبی صحبت کند؛ موسی عملاً به هیچ درد خدا نمی‌خورد.

بعد از اینکه موسی با همسر و فرزندانش راه مصر در پیش می‌گیرد، خدا در راه به او حمله و تلاش می‌کند او را بکشد. این داستانی کوتاه، ناکامل و مبهم است و معنای آن به‌طور دقیق روشن نیست. به گفتهٔ والتر بلتس، رسم قربانی‌شدن پسر اول به درگاه یهوه در پشت این داستان نهان است. بلتس می‌گوید ضمیرهای «او» که در متن به کار رفته، به موسی اشاره ندارد و از بخش قبلی (بحث دربارهٔ پسران نخست‌زاده یهوه و فرعون) مشخص است که منظور پسر نخست‌زاده موسی است و یهوه (که خدای زاد و ولد بوده) تلاش داشته مطابق رسم قربانی، بچه را مال خود کند. ختنه‌شدن پسر و لمس‌شدن آلت جنسی یهوه توسط صفورا با پوست او، تنها زمانی با عقل جور در می‌آید که صفورا عبارت «تو مرا شوهر خون هستی!» (که در زمان ازدواج گفته می‌شده) را به زبان می‌آورد؛ بدین ترتیب، او فرزند موسی را به عقد یهوه درمی‌آورد (او را به فرزندی یهوه می‌دهد). به جای اینکه پسر را کاملاً قربانی کنند، تنها بخشی از آلت جنسی او قربانی می‌شود. در آغاز، پسران کوچک را به درگاه الهه‌های فنیقی و کرتی قربانی می‌کردند و قبل از انجام عمل قربانی، راهبه برای عقد ازدواج مقدس، با آن‌ها رابطه جنسی برقرار می‌کرده و این داستان در تورات هم از همان نوع است.
به‌طور کلی، داستان‌های حضور بنی‌اسرائیل در مصر، سرگردانی در بیابان و ورود به ارض موعود (از باب ۳۷ سفر پیدایش تا کتاب یوشع) همگی نحوه شکل‌گیری قوم اسرائیل را روایت می‌کنند؛ با این وجود، از دهه ۱۹۷۰ میلادی پژوهشگران به این نتیجه رسیدند که اسرائیل به عنوان یک قوم واحد و در عصر برنز به وجود نیامده‌است. این موضوع منجر شد صحت تاریخی بخش‌های بزرگی از این داستان‌ها رد شود. تورات زمان خروج از مصر را ۴۸۰ سال قبل از ساخته‌شدن معبد سلیمان (۹۶۰ قبل از میلاد) دانسته‌است و در نتیجه، باید در ۱۴۴۰ قبل از میلاد اتفاق افتاده باشد. در آن زمان توتمس سوم فرعون مصر بود و مصادف است با اوج سلطه مصریان بر کنعان؛ در نظر محققان، آن دوره، زمان مناسبی برای خروجی در چنین مقیاس نبوده و این تاریخ درست نیست. در عین حال، تورات مطلقاً هیچ اشاره‌ای به حکومت مصریان بر کنعان نمی‌کند و کاملاً از ناسازگاری که روایتش با تاریخ ایجاد کرده ناآگاه است. به علاوه، اسرائیلیان باستان هر نسل را ۴۰ سال محسوب می‌کردند و ۴۸۰ سال در واقع به معنای «۱۲ نسل» است. در متن به دو شهر مصری پیتوم و رامسس اشاره شده‌است. رامسس باید همان پیرامسس، پایتخت رامسس دوم (۱۲۷۹–۱۲۱۳ قبل از میلاد)، فرعونی از سلسله نوزدهم، باشد اما این شهر را تا قرن‌ها بعد «رامسس» خطاب نمی‌کردند. پیتوم نیز تا اواخر قرن هفتم قبل از میلاد ساخته نشده بود. تورات می‌گوید ۶۰۰٬۰۰۰ مرد اسرائیلی در این اتفاقات دخیل بوده‌اند که عددی ساختگی است چون صحرای سینا هرگز منابع کافی برای زندگی ۶۰۳٬۵۵۰ مرد (سفر اعداد، ۱:۴۶) و خانواده‌هایشان (حدود ۲٫۵ تا ۳ میلیون نفر) را نداشته‌است.
برخی از جمله زیگموند فروید تلاش کرده‌اند میان خدای آخناتون و خدای موسی ارتباط برقرار کنند. این فرضیه هیچ ارزش تاریخی ندارد. کسانی که ده فرمان را اثر موسی می‌دانند، او را مؤسس یکتاپرستی محسوب می‌کنند زیرا دو قانون اول مربوط به پرستش یهوه و ممنوعیت ساخت بت برای اوست. با این وجود، خیلی بعید است این قوانین قدیمی‌تر از قرن هفتم قبل از میلاد باشند زیرا باستان‌شناسان کتیبه‌ای از قرن هشتم قبل از میلاد یافته‌اند که در آن یهوه در کنار اشیره، ایزدبانویی که همسر اوست، پرستیده شده‌است. اساساً یهودیان تا قبل از دوره تبعید به بابل در قرن ششم قبل از میلاد (هشت قرن بعد از آخناتون) یکتاپرست نبوده‌اند. فرضیه دیگر آن است که موسی زمانی که در مدین بود توسط پدرزنش با یهوه آشنا شد و مدرک این فرضیه، کتیبه‌ای مصری است که در آن یهوه خدای مناطق جنوبی ادوم نامیده شده‌است. با این وجود، فرار موسی به مدین دارای مضامین قصه‌های عامیانه است و در یافتن ریشه‌های دین پرستش یهوه کمکی نمی‌کند. در مجموع، به نظر نمی‌رسد یهوه خدایی کنعانی بوده باشد.
قوانینی که یهوه برای اسرائیلیان تعیین کرد بر روی لوح‌های سنگی حک شده بود. حک قانون بر روی سنگ امری رایج در شهرهای خاورمیانه باستان بوده‌است و باستان‌شناسان حداقل هفت لوح را بازیابی کرده‌اند. قدیمی‌ترین اثر کشف شده لوحی سومری از ۲٬۲۰۰ سال قبل از میلاد و معروف‌ترین قانون حمورابی، از حمورابی پادشاه بابل در قرن ۱۸ قبل از میلاد، است. قوانینی که یهوه از طریق موسی به اسرائیلیان منتقل کرد باید در همین چارچوب قرار داده شود. از نظر محتوایی نیز موارد ذکر شده با یکدیگر نزدیکی دارند:
| قانون حمورابی | ده فرمان موسی |
| --- | --- |
| اگر مردی چشم مرد دیگری را نابود کرده، آنان باید چشم او را نیز نابود کنند. اگر او استخوان مرد دیگری را شکسته، آنان باید استخوان او را بشکنند. | اگر مصدومیتی حاصل شود، شما باید در ازای زندگی، زندگی را بگیرید، چشم در برابر چشم، دندان در برابر دندان، دست در برابر دست، پا در برابر پا، سوختگی در برابر سوختگی، زخم در برابر زخم، کتک در برابر کتک |

قدیمی‌ترین اشاره متون مصری به اسرائیل، کتیبه‌ای از ح. ۱۲۰۷ قبل از میلاد است که موقعیت جغرافیایی آنان در کنعان یا اطراف آن را توصیف کرده اما در آن هیچ اشاره‌ای به خروج بنی‌اسرائیل از مصر نشده‌است. اسرائیل فینکلشتاین و نایل اشر سیلبرمن می‌گویند باستان‌شناسان حتی نتوانسته‌اند اثری از گروهی کوچک از بنی‌اسرائیل که در صحرای سینا زندگی می‌کردند، پیدا کنند: «نتیجه‌ای که به آن رسیدیم قابل تغییر به نظر نمی‌رسد – خروج از مصر در آن دوره و به شکلی که تورات توصیف کرده روی نداده‌است. تحقیقات مکرر در تمام منطقه حتی باعث نشده کوچک‌ترین مدرکی یافت شود.» برخلاف این روایت، باستان‌شناسی معاصر می‌گوید میان دوره زندگی کنعانی‌ها و بنی‌اسرائیل در این منطقه تداوم وجود داشته و بنی‌اسرائیل ریشه کنعانی داشته‌اند؛ هیچ اثری وجود ندارد که نشان دهد گروهی خارجی که از مصر آمده‌اند، در آغاز تاریخ اسرائیل در این منطقه زندگی می‌کرده‌اند. ریچارد فرایدمن با توجه به مصری بودن اسامی موسی و ۱۰ نفر دیگر از لاویان — در تنخ هیچ شخصیت دیگری نام مصری ندارد —  نتیجه می‌گیرد لاویان (و نه بنی‌اسرائیل) تنها کسانی بودند که از مصر خروج کردند. او می‌گوید در نغمه دریا (که بعد از پیروزی یهوه بر مصر خوانده می‌شود و مطابق فرضیات، قدیمی‌ترین متن تورات است) به تعداد خروج‌کنندگان، گذر از دریایی شکافته‌شده و حتی کلمه اسرائیل اشاره نشده‌است. در این متن، تنها از «قوم» به عنوان نجات‌یافتگانِ یهوه نام برده شده و یهوه اینان را به سمت معبد و نه تمام ارض موعود رهبری می‌کند؛ و لاویان نیز بعداً روحانیون اسرائیل شدند. همچنین، در نغمه دبوره (که آن نیز ممکن است میان قدیمی‌ترین‌ها باشد) پیش از نبرد اسرائیل با گروهی کنعانی، به لاویان به عنوان یکی از اسباط اسرائیل اشاره نشده‌است.

## دیدگاه‌های دینی و ادبی

### یهودیت
نسبت دادن نگارش تورات به موسی، دیدگاهی متاخر یهودی است که بعد از آشنایی یهودیان با یونانیان و رومیان رواج پیدا کرده‌است. در خاورمیانهٔ باستان، نویسندگان آثار ادبی، شامل تورات، ناشناس بودند، ولی در فرهنگ یونانی—که پس از عهد اسکندر مقدونی تأثیر زیادی بر یهودیت گذاشته‌است—نام نویسنده، مثلاً آثار منسوب به هومر، اهمیت زیادی داشت؛ لذا از این دوره است که باور به نگارش تورات توسط موسی در نوشته‌های یهودی پدیدار شده‌است. انتخاب موسی به عنوان نویسندهٔ تورات، دو دلیل به خصوص داشته‌است: محتوای بخش اعظم چهار کتاب تورات دربارهٔ موسی هستند و بند ۴:۴۴ در تثنیه می‌گوید: «این شریعتی [عبری: توراتی] بود که موسی به بنی‌اسرائیل داد.» با این حال، این مسئله توسط خود تورات پشتیبانی نمی‌شود؛ بند ۱۲:۶ در پیدایش به وقایع بعد از مرگ موسی اشاره دارد. از آن گذشته، این امکان که موسی بتواند روایت مرگ خودش را بنویسد حتی در ادوار قدیم و پیش از شکل‌گیری دیدگاه انتقادی مدرن هم برای ربی‌های یهودی امری مسئله‌دار بوده‌است.
ادبیات ربانی
نگاه سنت ربانی یهودی به موسی بر دو وجه بوده‌است؛ از سویی او را بزرگ ترینِ ربی‌ها و سرور انبیاء می‌یافتند که میان خدا و بشر میانجی گری می‌کرد، و از سویی مراقب بودند مبادا در اثر توصیفات آنان هالهٔ الهی یا نیمه‌الهی اطراف موسی را بگیرد؛ لذا موسی به دید یهودیان، شخصیتی تماماً انسان و جایزالخطاست و یهودیت دین مردم یهودی محسوب می‌شود، نه دین موسی، و اعتقاد بر این است که تورات از جانب خدا آمده، و نه از موسی. با این وجود، مواردی در تاریخ ثبت شده که—در پاسخ به جایگاه عیسی در مسیحیت و محمد در اسلام—تلاش کرده‌اند موسی را به جایگاه شخصیتی محوری این دین بالا ببرند، هرچند دیدگاه مخالفان اینان—مبنی بر اینکه عدم وجود شخصیتی محوری نشانهٔ تمایز یهودیت است—هم پررنگ بوده‌است.
در ادبیات ربانی گفته شده که در دنیا پنجاه دروازهٔ ادراک وجود دارد که همه غیر از یکی متعلق به موسی هستند، چراکه «جایگاه او اندکی از فرشتگان پایین‌تر است.» تمام انبیاء خدا را از آن سوی شیشهٔ تاریکی دیدند، ولی شیشهٔ میان خدا و موسی شفاف بود. وقتی او متولد شد، نور خانه را دربر گرفت. او چنان با گوسفندان گلهٔ یترون مهربان بود که باعث شد خدا تصمیم بگیرد او را به چوپانی اسرائیل برگزیند. یکی از دیدگاه‌های رایج بین ربی‌ها این بوده که موسی هرگز نمرد و هنوز زنده است. از موارد قابل توجه، این است که در اغلب مطالب ربانی موسی و هارون—جد روحانیت یهودی—در کنار یکدیگر ستایش شده‌اند؛ مثلاً گفته شده موسی و هارون از ابراهیم برتر هستند، چراکه ایشان خود را هیچ (خروج ۱۶:۸) می‌دانستند، درحالی که ابراهیم خویش را خاک و خاکستر (پیدایش ۱۸:۲۷) توصیف کرده‌است. تمام دنیا به خاطر هارون و موسی خلق شده‌است. ربی‌ها موسی را «موشه ربنو» (موسی معلم ما) لقب داده‌اند. البته مطالبی در نقد موسی هم وجود دارد؛ مثلاً گفته شده او به سرعت عصبانی می‌شد، هرچند اشتباهش را می‌پذیرفت.
ربی‌ها معتقد بودند که نه تنها شریعت مکتوب (تورات) به موسی تحویل داده شده بود، بلکه او شریعت شفاهی (میشنا) را نیز در همان کوه سینای دریافت کرده بود. به بیان دیگر تمام تفاسیر جدیدی که از تورات می‌شود را موسی بالای کوه از خدا گرفته بود. اینکه تفاسیر جدید به‌طور همزمان هم تازه‌اند و هم به دوران موسی بازمی‌گردند در حکایتی چنین بازتاب یافته که روزی موسی در زمان سفر می‌کند و خود را در مدرسهٔ اقیوه، ربی بزرگ قرن دوم میلادی، می‌یابد. او تلاش می‌کند تعالیم اقیوه را بخواند اما از اینکه نمی‌تواند، در شگفت می‌شود. تا اینکه اقیوه به او توضیح می‌دهد این تعالیم را از خود موسی بالای کوه آموخته‌است. به همین ترتیب، برای اینکه بگویند احکام جدیدی که در طول زمان شکل گرفته می‌شوند نهایتاً به خود موسی می‌رسند، روایت کرده‌اند که واضع آن قوانین—افرادی چون اقیوه، یوحنا بن زکای و دیگران—مانند موسی ۱۲۰ سال عمر کرده‌اند. در قرون وسطی بسیاری تصور می‌کردند این افراد در زمان زندگی شان لقب «موسی» بر خود داشته‌اند.
آگادا
در آگادا گفته شده تورات از آن سبب نمی‌گوید خدا از آفرینش آب خشنود شد چراکه موسی قرار بوده با آب مجازات شود. نوح صرفاً از طوفان نجات پیدا کرد تا موسی از نسل او متولد شود. فرشتگانی که یعقوب در رؤیا دید، در واقع موسی و هارون بودند که از نردبان بالا و پایین می‌رفتند. موسی در هفتم آذار و ختنه‌شده متولد شد و همان روز با والدینش صحبت و از سه سالگی شروع به نبوت کرد. دختر فرعون جذام داشت اما لحظه‌ای که موسی را لمس کرد، شفا یافت. وقتی سبدی که موسی در آن بود را باز کرد، شکینا را کنار نوزاد دید. زمانی که مادر موسی فرزندش را به نیل انداخت، منجمان فرعون متوجه شدند که منجی قوم متولد شده‌است، لذا فرعون در آن زمان دستور داد دیگر نوزادان را نکشند. موسی از پستان دایهٔ مصری شیر نخورد، زیرا زبانی که قرار است با شکینا صحبت کند، به شیر ناپاک آلوده نمی‌شود. دختر فرعون، موسی را به دلیل زیبایی‌اش به فرزندی گرفت. او چنان زیبا بود که حتی فرعون هم گاهی با او بازی می‌کرد و تاجش را بر روی سر کودک می‌گذاشت. مشاوران فرعون که با دیدن صحنه در وحشت شدند، به او توصیه کردند موسی را بکشد اما یترون که یکی از آنان بود، به فرعون پیشنهاد کرد اول کودک را بیازماید؛ لذا ظرفی از طلا و زغال گداخته در برابرش قرار دادند. موسی اول دستش را به سمت طلا دراز کرد، لیک جبرئیل مانعش شد. پس کودک زغالی در دهان خود گذاشت که زبانش را سوزاند و باعث شد دیگر نتواند به درستی صحبت کند.
موسی در زمان زندگی در قصر فرعون نه تنها اندیشه رنج‌های بردگان بنی‌اسرائیل را دل داشت، بلکه با آماده کردن گِل برای آجرها به آن‌ها کمک هم می‌کرد. او همچنین مسئولیت‌ها را بر اساس توانایی‌هایشان به آنها محول می‌کرد تا قوی‌ترها بار سنگین‌تری بردوش بکشند و وظایف آسان‌تر به ضعیف‌ترها برسد. او فقط پس از آنکه فرشتگان اجازه دادند، ارباب سرکش مصری را کشت، چرا که وی قبلاً همسر یکی از بردگان عبرانی تحت سرپرستی خود را بی آبرو کرده بود و تلاش داشت شوهر او را هم بکشد. موسی او را با استفاده از نام الهی یا با نیروی جسمانی خودش کشت. داتان و ابیرام به فرعون خبر از کاری که موسی کرده بود، دادند. موسی محکوم به اعدام شد، لیک شمشیر جلاد بر او اثری نداشت، چراکه گردنش مثل ستونی از عاج شده بود. موسی دختران یترون را پس از آنکه چوپان‌ها آن‌ها را در چاه انداخته بودند نجات داد و از ایشان در برابر نیات پلید چوپانان محافظت کرد. موسی فقط یک سطل آب بیرون کشید و با همان آب تمام گله را سیراب کرد، چه آب در دستان او برکت یافته بود. بنا به یک روایت، موسی برای ازدواج با صفوره با شرط یترون موافقت کرد مبنی بر اینکه یکی از بچه‌هایشان با دین یترون و سایرین با سنت عبرانی تربیت شوند. به دلیل این عهد بود که گرشوم ختنه نشد و در راه مصر، خدا تقریبا موسی را به خاطر این غفلت کشت. در روایتی دیگر، موسی نمی‌توانست پسر دومش العاذار را ختنه کند، چون او درست قبل از حرکت به مصر به دنیا آمده بود و تنها خطای موسی این بود که فوراً پس از رسیدن به استراحتگاهی این کار را انجام نداد.
خدا قبل از اینکه عظمتی به انسان عطا کند، او را ابتدا از طریق امور کوچک آزمایش می‌کند و سپس او را به مقام مهمتری ارتقا می‌دهد. موسی با چراندن گوسفندان در بیابان برای جلوگیری از تخریب مزارع دیگران، امانتداری خویش را نشان داد. سپس با بر دوش گرفتن بزغاله‌ای که به دلیل دویدن به سمت چاه آب خسته شده بود، مهربانی اش را ثابت کرد. خداوند به موسی در بوته سوزانی ظاهر شد تا به او بگوید که یهودیان مانند بوته ای هستند توسط شعله‌ها خاکستر نمی‌شوند. دلایل متعددی برای بی میلی اولیهٔ موسی در پذیرش مأموریت نجات بنی اسرائیل گفته شده‌است: او از غرور و مقامی که به خاطر انجام موفقیت‌آمیز این وظیفه به او خواهد رسید، دوری می‌کرد؛ معتقد بود حق برادر بزرگش هارون است که منجی قوم اسرائیل باشد؛ او می‌خواست نجات‌دهنده، خودِ خدا باشد نه یک انسان فانی، تا بدین طریق قوم را رستگاری ابدی رسد؛ از اینکه خداوند قبلاً بنی‌اسرائیل را به مدت ۲۱۰ سال ترک کرده بود و اجازه داده بود بسیاری از افراد متقی توسط کارفرمایان مصری خود کشته شوند، دلگیر بود.
مفسران یهودی بسیاری از پاسخ‌های سرشار از بی‌احترامی موسی به خدا سردرگم بودند. توضیحات مختلفی برای لحن موسی داده شده‌است: تمسخرهای داتان و ابیرام، خشم موسی را برانگیخته بود؛ موسی اشتباهاً فکر می‌کرد که نجات از طریق رحمت الهی و آنی خواهد بود؛ احساس می‌کرد که این نسل از بنی اسرائیل شایسته این مجازات سخت بردگی نیست؛ او در نجات نهایی مردم خدا تردیدی نداشت، اما برای آن کودکانی که روزانه در بناهای جدید دفن می‌شدند و نجات پیدا نمی‌کردند، اندوهگین بود. ریش‌سفیدان در راه کاه فرعون موسی و هارون را همراهی می‌کردند، اما به تدریج و پنهانی، تکی یا جفتی، گریختند و تا اینکه زمانی که به کاخ رسیدند فقط موسی و هارون مانده بودند. علی‌رغم پیغامی که موسی برای فرعون آورده بود، او همیشه احترام جایگاه سلطنتی فرعون را حفظ می‌کرد. موسی تمام بلاها را خودش اجرا کرد، به استثنای آن‌هایی که مربوط به آب و خاک بودند، چون خود آز آب نجات یافته بود و خاک بدن مصری‌ای را که کشته بود پنهان کرده بود. وقتی موسی خبر از عذاب آخر داد، زمان دقیقش را مشخص نکرد و فقط گفت «حدود نیمه شب» (خروج ۱۱:۴) زیرا بیمناک منجمان فرعون در محاسبه دقیق دچار اشتباه شوند و او را دروغگو جلوه دهند. طی خروج از مصر، در حالی که اکثریت مردم فقط به فکر برداشتن طلا و نقره مصری‌ها بودند، موسی به دنبال تابوت یوسف گشت تا آن را با خود از مصر خارج کند.
موسی در دلِ ابری که او را برای دریافت تورات تقدیس می‌کرد، به کوه سینا رفت. فرشتگان می‌گفتند تورات نمی‌بایست به موجودی فانی داده شود، لیکن خدا گفت احکام تورات فقط بر آدمیان است، پس فرشتگان موسی را پذیرفتند و رموز خویش بر او آشکار کردند. موسی قوانین را روزانه از خدا می‌آموخت و شب مرورشان می‌کرد. قبل از رفتن به کوه، به بنی اسرائیل عهد کرد تا ظهر روز ۴۱ام بازگردد. چون آن روز رسید، شیطان دنیا را مبهوت کرد تا به اسرائیلیان چنان به نظر برسد که بعدازظهر است، حال آنکه هنوز صبح بود. شیطان ایشان را گفت که موسی مرده و بازنخواهد گشت. نتیجتاً مردم گوساله طلایی را ساختند. موسی الواح را شکست تا توراتی نباشد و اینگونه گناهکاران را از مجازات برهاند. خدا آرزوی موسی مبنی بر دیدن تمام جلال خویش را برآورده نکرد، چراکه موسی از نگاه کردن به بوتهٔ سوزان خودداری کرده بود. موسی در طول ۴۰ سال سرگردانی در بیابان، پادشاه اسرائیل هم بود. درخواست کرد که این دو مقام به وارثانش برسد، ولی به او گفته شد که کهانت قبلاً برای هارون و پادشاهی برای داوود مقرر شده‌است. موسی اصرار داشت گناهش در قادش (اعداد ۲۰:۱۱) در تورات ثبت شود تا نسل‌های آینده گناهان یا نقایص دیگری به او نسبت ندهند. در واقعیت، خدا قبلاً حکم کرده بود که موسی نباید وارد ارض موعود شود و گناه موسی فقط بهانه‌ای بود تا خدا ظالم به نظر نیاید. موسی به خدا التماس کرد نظرش دربارهٔ عدم ورود او به ارض مقدس را تغییر دهد، تا پس از دیدن غم مردمش، در شادی آنان هم سهیم شود. اما خدا درخواست‌های او را رد کرد، چرا که رهبر باید با پیروانش بماند، و نسل موسی در بیابان دفن شده بود. موسی در روز تولدش، هفتم آذار، با بوسهٔ خدا جان داد. خدا او را در قبری که از شب شنبهٔ آفرینش برایش آماده شده بود، دفن کرد.
قرون وسطی
تمام فیلسوفان یهودی معتقد بودند نحوهٔ دیدار موسی با خدا، بر وحی انبیای دیگر برتری داشت. یهودا هلوی می‌نویسد موسی خدا را مستقیماً ملاقات کرد، نه در خواب یا حالتی مابین خواب و بیداری. به گفته ابن میمون، اطلاق واژهٔ «نبی» به موسی ابهام‌آمیز است و او تنها به «نبوت موسی» اشاره می‌کند تا آن را با نبوت به‌طور عام مقایسه کند. او چهار تمایز بین نبوت موسی و سایر انبیا برمی‌شمارد و می‌گوید مکاشفات تمام انبیا، به جز موسی، در خواب و رؤیا (اعداد ۱۲:۶) و به واسطهٔ فرشتگان رخ داد؛ بنابراین آن‌ها با استفاده از مثل‌ها و اصطلاحات نمادین نبوت می‌کردند. در مقابل، موسی پیام خدا را در حالتی کاملاً بیدار، مستقیماً از جانب او و نه فرشتگان، و در وقتی که موسی به اختیار خود به آنجا رفته بود، شنید. به عبارت دیگر، نبوت انبیای دیگر با استفاده از قوهٔ خیال بود ولی خیال هیچ نقشی در دیدار موسی و خدا نداشت. فلاسفهٔ قرون وسطی شجاعت، فروتنی و عدلِ موسی را از پیش‌نیازهای نبوت می‌دانستند.
در نظر یهودا لوئی بن بازالل، موسی فوق بشری است که جایگاهی در میانهٔ موجودات فراطبیعی و انسان‌ها دارد. به همین دلیل بود که او می‌توانست هم در آسمان و هم روی زمین زندگی کند. این موضوع در نام او نیز هویداست، چه حرف «میم» در آغاز نام او، در وسط الفبای عبری قرار گرفته‌است. از سوی دیگر، سامسون رفائیل هیرش معتقد بود موسی هم بشری مانند دیگران بود و هیچگونه برتری به خصوصی نداشت. اسرائیل لیپشوتس بن گدالیا افسانه‌ای نقل می‌کند که پادشاهی خبر از احوال موسی شنید و نقاش بزرگی را برای ترسیم چهرهٔ موسی به سویش فرستاد. چون نقاش با پرتره بازگشت، پادشاه نقاشی را به حکیمان خویش نشان داد و ایشان به اتفاق آرا گفتند این چهرهٔ انسانی فاسد است. پادشاه با شگفتی خود را نزد موسی رساند و با چشم دید که پرتره دروغ نمی‌گوید. با موسی در میان گذاشت و موسی خود پذیرفت که حکیمان وی را به درستی قضاوت کرده‌اند. او از بدو تولد صفات بد بسیاری داشته اما توانسته آن صفات را زیر سلطهٔ خود نگاه دارد. در پایان این روایت آمده که بزرگی موسی در همین بوده‌است که با وجود نقایص عظیم، موفق شده مرد خدا شود. در قرون وسطی، برخی ربی‌ها این داستان را توهین به موسی می‌یافتند و تلاش‌هایی برای ممنوع کردن انتشار آن به کار بستند.
مفسران کتاب مقدس دربارهٔ اینکه چرا خدا ترتیبی داد تا موسی توسط دختر فرعون بزرگ شود، بحث‌هایی کرده‌اند. ابراهیم بن عزرا می‌گوید که این اولاً برای آموزش شجاعت و رهبری به موسی بوده‌است، چه او نمی‌توانسته خصوصیاتی از این دست را در میان قومی به بند کشیده شده کسب کند؛ و دوماً برای اینکه موسی احترام مردمش را داشته باشد، زیرا اگر از کودکی با آن‌ها زندگی می‌کرد، او را بزرگ نمی‌شماردند. در نظر اسحاق آرامه، این موضوع بخشی از طرح الهی بوده تا پادشاه ظالم از طریق یکی از اعضای خانواده خود شکست بخورد. موشه بن نحمان معتقد بود موسی در کاخ فرعون بزرگ شد تا به حضور در برابر پادشاه عادت کند، چراکه سرنوشت مقدر کرده بود در برابر فرعون بایستد و آزادی اسرائیلیان را طلب کند.
در کابالا نیز شخصیت موسی بسیار بزرگ داشته شده‌است. دربارهٔ «و موسی به سوی خدا بالا رفت» (خروج ۱۹:۳) گفته شده این تفاوت موسی با سایرین است. باقی انسان‌ها به سوی ثروت و شهرت و قدرت صعود می‌کنند. «اما وقتی موسی صعود می‌کند، کتاب مقدس چه می‌گوید؟ 'و موسی به سوی خدا بالا رفت.' خوشا به حال او.» بخشی از کابالا به نام «چوپان مؤمن»، حاوی مکالمات عرفانی موسی و شمعون بن یوحای در بهشت است. جایگاه رفیع موسی در کابالا از آن توصیف پیداست که گوید موسی شوهر شکینا (لغتی مؤنث است به معنای حضور خدا) است و با او نزدیکی می‌کند. همچنین موسی را تجسمی از هابیل (اولین چوپان) می‌یابد، چون مردان خدا چوپانی را برمی‌گزینند تا ایشان را از شهر که آبستن گناهان است، دور نگه دارد.
معاصر
آحاد هعام در مقاله‌اش دربارهٔ موسی می‌گوید او از حدس و گمان‌های دانشمندان در مورد وجود یا عدم وجود تاریخی موسی آزرده نمی‌شود، زیرا قهرمان واقعی یهودیت، نه آن شخصیت تاریخی بلکه کسی است که در سنت یهودی به عنوان تجسم روح یهودیان مجسم شده‌است. این موسی نه یک استراتژیست نظامی بزرگ و نه یک سیاست‌مدار زیرک است. نقش او نیز به‌طور اصلی قانون‌گذار در معنای پذیرفته‌شده نیست زیرا قوانینی که او وضع کرد برای آیندگان بود. موسی بیش از هرچیز سرور انبیاست و بالاترین نمود نبوت در زندگی یک انسان است. این خدایی که با او و مردم سخن می‌گوید، خدای قبیله‌ای نیست، بلکه خدای همه انسان هاست.
قرائت زیگموند فروید از موسی—در کتاب موسی و یکتاپرستی (۱۹۳۹)—بسیار مورد توجه بوده‌است، هرچند اکثریت پژوهشگران کتاب مقدس دیدگاه‌های او را رد می‌کنند. به گفتهٔ فروید، موسی نه اسرائیلی، بلکه مصری بود. یکتاپرستی‌ای که او ترویج می‌داد از یکتاپرستی خالص در زمان اخناتون مشتق شده بود. فروید با توجه به اشاره‌ای از سلین بر اساس جملهٔ گذرای مبهم در کتاب هوشع، باور داشت که بنی اسرائیل نتوانستند تعلیمات جدید موسی را بپذیرند و در نهایت او را کشتند. اما آموزه‌های یکتاپرستانه موسی در ناخودآگاه نژادی اسرائیلی‌ها زنده ماند تا قرن‌ها بعد در یکتاپرستی انبیا دوباره ظاهر شود. کشته شدن موسی تکرار گناه اولیه بشر بود: کشته شدن پدر نخستین توسط پسران حسودش. به همین دلیل است که احساس گناه و نیاز به کفاره یکتاپرستان را رها نمی‌کند. فروید به ماهیت حدسی نظریه‌اش اذعان داشت اما احساس می‌کرد که با ایده‌هایش در مورد چگونگی شروع دین و نیازهای انسان به یک شخصیت پدرگونه مطابقت دارد.
مارتین بوبر در کتاب موسی، موجودیت تاریخی موسی را می‌پذیرد اما بین حماسه و تاریخ تمایز قائل می‌شود. حماسه تاریخ نیست اما داستان ساختگی هم نیست. حماسه پی رویدادهای تاریخی است و تأثیری که این رویدادها بر جای گذاشتند را توصیف می‌کند. در توصیف خدای موسی، بوبر می‌نویسد: «همو کسی است که قوم خود را [از مصر] بیرون می‌آورد. همان خدا رهبر و پیش‌قراول آن‌ها، شهریار مردم، قانون‌گذار و فرستنده پیام بزرگ است. این خدا خواستار است که قوم کاملاً «قوم او» باشد، قوم «مقدس» باشد؛ یعنی تمام زندگی‌شان توسط عدالت و وفاداری مقدس شمرده شود، قومی برای خدا و جهان… اینکه موسی او را بدین طریق و روش خدمت می‌کند، باعث تمایزش می‌شود؛ در آن زمان و در این عصر. عصری که بیش از ادوار دیگر بدو نیاز دارد.»

### ادبیات هلنیستی

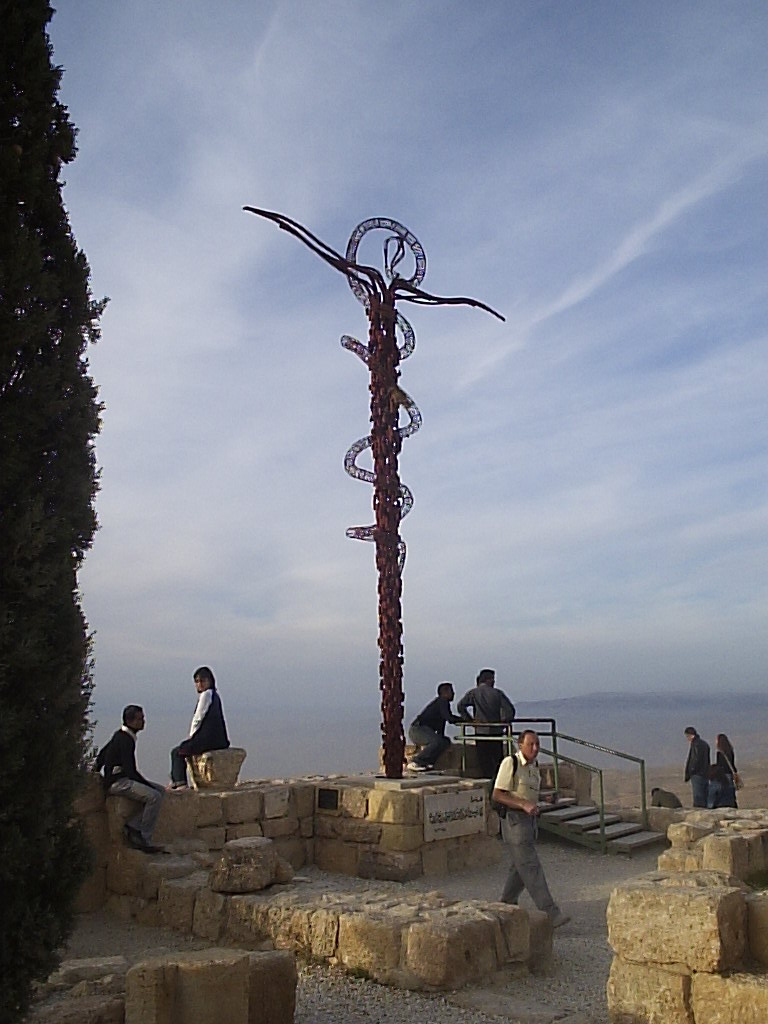
مجسمه نمادینِ مار برنجی و صلیب بر فراز کوه نیبو، اردن

در ادبیات یهودی-هلنیستی گرایشی به ترکیب حکیمان باستانی وجود دارد که باعث شده در این دوره، مهم‌ترین دستاوردهای تمدن به ‏‫قهرمانان فرهنگی یهودی نسبت داده شود؛ مثلاً، اوپولموس که تاریخ زندگی موسی را ‫۵۰۰ ‏‫‫سال قبل از جنگ تروآ می‌یافت، معتقد بود موسی اولین حکیم و مبتکر الفبای یهودیان بود که فنیقی‌ها آن را از ایشان آموختند. به گفته ‏‫آرتاپانوس، موسی—که با موسایوس و همچنین هرمس-تحوت یکسان می پنداشتش—معلم اورفئوس، اولین فیلسوف، کاشف خط و نوشتن و مخترع ابزارآلات مختلف برای استفاده در زمان‌های جنگ و صلح بود. موسی همچنین سازمان سیاسی مصر را طراحی و آن کشور را به ۳۶ ولایت تقسیم کرده بود. موسی پرستش حیوانات را به مصریان آموخته بود زیرا این تنها راه عملی برای به سلطه کشیدن ذات بی‌ثبات توده‌های مصری بود. اریستوبولوس، ‫اولین مفسر فلسفی تورات، می‌گفت هومر و هزیود بخش وسیعی از مطالب ‏‫خود را از کتب موسی وام گرفته‌اند. فیلون اعتقاد داشت هراکلیتوس نظریه تضاد ‏‫خود را «به مثال یک دزد» از موسی ربوده‌است. به همین ترتیب، او می‌گوید که قانون‌گذاران یونانی قوانین مختلفی از ‏‫قوانین موسی تقلید کرده‌اند. فیلون حتی می‌نویسد که موسی قبل از افلاطون، به نظریه خلقت از ماده پیشین در سفر پیدایش—که می‌گوید قبل از خلقت جهان، آب، ‏‫تاریکی و آشفتگی وجود داشته—اشاره کرده‌است. نزد یوسف فلاوی، موسی قدیمی‌ترین قانون‌گذار در ‏‫تاریخ جهان بوده‌است. در واقع، او می‌گوید واژهٔ «قانون» در یونان باستان ‏‫ناشناخته بوده و افلاطون دو نکته خاص را از موسی الگو گرفته‌است: مطالعه قوانین، اولین وظیفهٔ شهروندان است و ایشان باید مراقب اختلاط با خارجی‌ها باشند.
نومنیوس آپامی (قرن ‏‫دوم میلادی) نوشته که افلاطون کسی نبود مگر موسای یونانی‌زبان. فیلون همچنین موسی را «بهترین قانون‌گذار در نزد همهٔ ممالک» می‌یابد که قوانینش بسیار عالی و ‏‫واقعاً الهی هستند، چراکه قوانین دیگر به ‏‫دلایل بی‌شماری مختل شده‌اند، لیک قوانین موسی استوار و پابرجا مانده‌اند و «می‌توانیم امیدوار ‏‫باشیم تا زمانی که خورشید و ماه و کل آسمان و جهان وجود ‏‫دارند» پا بر جا بمانند. علاوه بر این، نه تنها یهودیان بلکه تقریباً همهٔ ملل دیگر ‏‫به حدی کافی مقدس شده‌اند تا ارزش و احترام این قوانین را درک کنند. در عهد رومی‌ها، گهگاه مطالبی در تحسین موسی در آثار نویسندگانی ‏‫مثل لونگینوس مجعول یافت می‌شود، اما نومنیوس، تاسیتوس، گالن، کلسوس، پورفیری و ژولیان با لحنی منتقدانه و حتی خصمانه به او پرداخته‌اند.
در واقع، اولین مطالبی که یونانیان دربارهٔ موسی نوشته‌اند، دیدگاه مثبتی نسبت به او دارند. هکاتئوس آبدرایی او را بنیان‌گذار دولت یهودی معرفی می‌کند که فلسطین را فتح کرد و اورشلیم و معبد را ساخت. موسی قوم خود را به دوازده طایفه تقسیم کرد، زیرا دوازده عددی کامل است و با تعداد ماه‌های سال مطابقت دارند. موسی نقاشی کردن چهرهٔ خدا برای پرستش او را ممنوع کرد، تا خدا به صورت انسان‌وار درک نشود، چراکه تنها آسمان (یعنی کیهان) باید به عنوان خدا در نظر گرفته شود. اما در اعصار بعد، موسی در مرکز حملات یهودستیزانهٔ نویسندگان یونانی قرار گرفت. هکاتئوس نوشته موسی طریقی از زندگی را تشویق می‌کرد که موجب انزوای فرد از انسان‌ها و نفرت او از بیگانگان می‌شد. به گفتهٔ مانتو، کاهن مصری قرن سوم، موسی کاهن شورشی هلیوپلیس به نام اوسارسیف بود که یهودیان را در قتل حیوانات مقدس مصر فرماندهی و با کمک هیکسوس‌ها سیزده سال ظالمانه بر مصر حکومت کرد، تا اینکه در نهایت توسط فرعون آمنوفیس بیرون رانده شد. لوسیماخوس نوشته که موسی به یهودیان آموخت تا با هیچ‌کس مهربان نباشند، همیشه بدترین راهنمایی را به آن‌ها ارائه دهند؛ و هر معبد و محراب خدایانی را که می‌یابند، ویران کنند. آپولونیوس موسی را شارلاتان متقلبی می‌یافت که قوانین بدی برای یهودیان مقرر کرده‌است. به روایت پوسیدونیوس، آنتیوخوس اپیفانس هنگام ورود به مقدس الاقداس، مجسمهٔ مرد ریشوی خرسواری را دید که کتابی در دست داشت. همین موسی بود که قوانین نفرت نسبت به تمام بشریت را به یهودیان داد. نیکارخوس می‌نویسد موسی به دلیل داشتن لکه‌های جذامی (آلفوس) در تمام بدنش، آلفا (عنوان افتخارآمیز برای اعضای موزه اسکندریه، که احتمالاً در ادبیات یونانی-یهودی به موسی اطلاق شده) خوانده می‌شد.

### مسیحیت
درحالی که سایر کتب تنخ (غیر از تورات) اشارات خیلی کمی به موسی کرده‌اند، او در عهد جدید—بخش دوم کتاب مقدس مسیحی—نقش مهمی دارد و بیش از همهٔ شخصیت‌های تنخ از او نام برده شده‌است. در نظر پولس، موسی نمایندهٔ عهد کهنه است که عیسی با عهد جدیدی جایگزینش می‌کند. در اناجیل هم‌نوا، عیسی به عنوان موسای جدید که شریعتی نو می‌آورد توصیف شده‌است. به‌طور کلی، نویسندگان عهد جدید سعی دارند عیسی و/یا پیروانش را به عنوان جانشینان و مفسران مشروع تورات بنمایانند، گرچه دربارهٔ اهمیت تورات در جنبش عیسی متفق القول نیستند.
پولس در رسائل و نامه‌های خود به ندرت به موسی اشاره و عمدتاً او را به عنوان واسطهٔ اعطای تورات به اسرائیل یاد کرده‌است. پولس مجد و شکوه موسی در اعطای تورات به اسرائیل را با شوکت بیشترِ عهد جدیدِ مسیح مقایسه می‌کند. برای نمونه، در باب سوم نامهٔ دوم قرنتیان، پولس می‌گوید موسی هنگام فرود از کوه سینا با الواح تورات، مجبور بود چهرهٔ فروزان خویش را با حجابی بپوشاند تا با اسرائیلیان سخن گوید. پولس این شکوه پنهان عهد کهن را در مقابل شکوه آشکار و بی‌حجاب عهد جدید که توسط مسیح و روح‌القدس آورده شده، می‌یابد. علی‌رغم این تقابل، پولس موسی را کاملاً به کناری نمی‌نهد، بلکه او را به دید مثبتی به عنوان واسطهٔ عهدی الهی که وعدهٔ آمدن مسیح را داد، می‌داند. در باب دهم نامهٔ اول قرنتیان، پولس از «تعمید اسرائیل در موسی» به هنگام عبور از دریا می‌گوید و این موازی است با تعمید مسیحیان در مرگ و رستاخیز مسیح. پولس گاه به احکام یا داستان‌های تورات به عنوان وحی الهی اشاره می‌کند تا نکات مدنظر خود را توضیح دهد، اما غیر از آن، مسیح‌شناسی خاصی در قامت موسی ارائه نمی‌دهد.
تمام اشارات به موسی و داستان خروج در انجیل مرقس، در انجیل متی هم تکرار شده‌اند و مطالب جدیدی بدان افزوده شده‌است. متی، عیسی را موسایی دیگر می‌یابد، و این از همان آغاز هویداست: داستان ولادت عیسی به روایت متی الگویی مشابه با داستان تولد موسی در تورات دارد. حاکمی ستمگر [هرود ادومی در نقش فرعون] که از ظهور منجی قوم هراسان است، دستور به کشتار نوزادان می‌دهد و به همین دلیل، والدین عیسی به غربت در مصر می‌گریزند. در ادامه، تعمید عیسی برابر با گذر موسی از دریا، و چهل روز وسوسهٔ او در بیابان برابر با چهل سال سرگردانی موسی است. عیسی با موعظه سر کوه، در نقش شارعی جدید ظاهر می‌شود، مانند موسی که بالای کوه سینا شریعتی از خدا تحویل گرفت. عیسای متی مانند موسای تورات سه بار بالای کوه می‌رود: موعظه، تجلی و آخرین سخنانش با حواریون. بدین ترتیب عیسی، نبیِ موعودِ اسرائیل که موسی در تورات (تثنیه ۱۸:۱۵) وعده داده می‌شود. در متی، عیسی بسیار با فریسیان—گروهی از یهودی معاصرش—دربارهٔ تفسیر تورات بحث می‌کند و هر بار برنده می‌شود، تا بدان جا که فریسیان از مناظرهٔ بیشتر با او دوری می‌کنند. در این نقطه، عیسی می‌گوید «فریسیان بر کرسی موسی نشسته‌اند [به‌طور لغوی: غصب کرده‌اند].» مرگ این دو نیز شبیه به هم است؛ در اعتقادات وقت یهودیان گفته می‌شد موسی از بالای کوه به آسمان عروج کرده‌است و عیسی نیز از مرگ برمی‌خیزد، بالای کوه حواریونش را ملاقات و سپس عروج می‌کند.
اشارات انجیل یوحنا به موسی کمتر و اغلب با اشارات به احکام تورات همزمان است. در این انجیل، یهودیان مخالف عیسی «پیروان موسی» نامیده شده‌اند. عیسی ایشان را می‌گوید که موسی دربارهٔ من نوشته‌است و پیروان موسی باید مرا بپذیرند. در این انجیل، برخی عیسی را نبی موعودِ موسی در تثنیه می‌شناسند. ولی عیسای یوحنا عظیم‌تر از این پیامبر و نیز خود موسی است. در باب ششم این انجیل، عیسی خود را نان حقیقی از آسمان توصیف می‌کند و از تأمین مَنَ توسط موسی در بیابان فراتر می‌رود. او نان نمی‌دهد، خودش نان حقیقی است. نکتهٔ جالب اینکه فضای این دو داستان هم مشابه است: عیسی/موسی در بیابان اسرائیل را خطاب قرار می‌دهند. همچنین، راه رفتن عیسی روی آب—در مقایسه با شکافتن دریا توسط موسی—نشانهٔ برتری او نمایانده شده‌است. در نامه به عبرانیان، گفته شده خانه‌ای در بهشت هست که نشانهٔ قوم خدا—اسرائیل—است و در این خانه دو نفر منزلت دارند و اینان موسی و عیسی هستند. نامه به عبرانیان می‌گوید موسی عهد خود را با خون حیوانات مهر می‌کرد، لیک عهد مسیح با قربانی و مصلوب شدن خود او مهر شده‌است. نامه یهودا از نزاع میکائیل و شیطان بر سر جسد موسی نوشته‌است.
پدران کلیسا، شماری از نویسندگان و رهبران مسیحی قرون دوم تا هشتم میلادی، موسی را بسیار تحسین می‌کردند و الگویی از ایمان و پایداری می یافتندش که با فروتنی دعوت خدا را پذیرفت و با وجود سختی‌ها، ایمان استواری نشان داد. پدران کلیسا معتقد بودند داستان موسی بخش نخست روایتی است که در مسیح به اوج خود می‌رسد. تفسیر زندگی موسی و عهد عتیق برای پدران کلیسا البته مسائل خودش را هم داشت؛ فرقه‌هایی مسیحی مانند مرقیونیه و گنوسیه خدا و روایت عهد عتیق را رد می‌کردند و آن را جدا از خدای عیسای ناصری می‌دانستند. پدران کلیسا کنار گذاشتن عهد عتیق را درست نمی‌یافتند، چون عیسی خودش یهودی بود و به دفعات از آن‌ها نقل کرده‌است؛ لذا اینان با دیدگاهی به شکل «تصحیح و تحقق» به این نقدها پاسخ داده‌اند تا ارتباط میان موسی و مسیح را اثبات کنند. در این مطالب، موسی هم نقد و هم از ستایش شده‌است چون میان عهد قدیم و جدید رابطهٔ تنگاتنگی وجود دارد اما در عین حال عیسی از موسی برتر بود. به عنوان مثال، یوحنا کریسوستوم به عدم ورود موسی به ارض موعود به دلیل نافرمانی اشاره کرده و می‌گوید خدا نمی‌توانست موسی را ببخشد چون در آن صورت همهٔ اسرائیل نافرمان می‌شدند.

### اسلام
در قرآن بیش از هر شخصیت دیگری به موسی اشاره شده‌است و قرآن می‌گوید که تورات به او وحی شد. به گفته قرآن، نوح، ابراهیم و موسی اولین کسانی بودند که ایمان آوردند و همچنین موسی اولین کسی بود که آمدن محمد را پیشگویی کرد. شخصیت موسی در قرآن بازتابی از خود محمد است و به هر دو اتهامات مشابهی مثل جادوگری و تلاش برای منحرف‌کردن مردم از دین پدرانشان زده می‌شود. در سوره اسراء الله در جواب به کسانی که از محمد معجزه طلب می‌کنند، می‌گوید محمد معجزه‌ای نخواهد آورد زیرا مشرکان آن را رد خواهند کرد و سپس ۹ معجزه موسی را مثال می‌زند که فرعون آن‌ها را نپذیرفت. همچنین در قرآن گفته شده موسی و محمد بر یک دین بودند. به نظر می‌رسد موسی و هارونِ قرآن به سوی فرعون (برای دعوت او به پرستش الله) فرستاده شدند، نه بنی‌اسرائیل. قصه‌های قرآنی موسی با استفاده از مطالب کتاب مقدس، آگادا و برخی مطالب جدید ساخته شده‌اند. تفاوت‌هایی میان داستان‌های تنخ و قرآن دیده می‌شود؛ به جای دختر فرعون، در قرآن همسر او موسی را پیدا می‌کند. دختران «شعیب» در قرآن ۲ نفر هستند اما در کتاب مقدس، موسی به ۷ دختر یترون کمک می‌کند. قرآن داستان کار کردن یعقوب برای لابان جهت ازدواج با دختران او را وارد قصه موسی کرده و در این داستان، موسی هشت سال برای شعیب کار می‌کند تا دختر او را به زنی بگیرد. در قرآن به جای ۱۰ بلای کتاب مقدس، ۹ معجزه نازل می‌شود و در زمان وزارت هامان به اوج می‌رسد و جادوگران فرعون به خدا ایمان می‌آورند و کشته می‌شوند. در بیابان، موسی ۱۲ چشمه از سنگ بیرون می‌کشد، ۱ چشمه برای هر قبیله. از جمله ویژگی‌های جدید داستان این است که موسی به خاطر قتل مرد مصری توبه می‌کند و همچنین بوته سوزان را در شب می‌یابد و می‌خواهد آن را به خاطر نورش به خانه خود ببرد.
این بخش‌های داستان قرآن به نظر ریشه در آگادا دارد: خدا اجازه نمی‌دهد نوزاد از سینه پرستاران مصری شیر بخورد. در آگادا همه زنان شیرده مصری را نزد موسی می‌برند اما او نمی‌پذیرد که از سینه ایشان شیر بخورد، زیرا «چیز ناپاک وارد دهانی که قرار است با خدا صحبت کند نمی‌شود.» در قرآن خدا کوهی را بالای سر بنی‌اسرائیل بلند می‌کند که در آگادا نیز وجود دارد و آن متون دلیل این کار را «تأخیر در پذیرفتن تورات» ذکر کرده‌اند. در قرآن آنان که رسوم شبات را زیر پا می‌گذارند، به میمون تبدیل می‌شوند. در آگادا سازندگان برج بابل به همین شیوه مجازات می‌شوند. در قرآن، قارون (قورح) به اندازه‌ای ثروتمند است که مردان زورمند به سختی می‌توانند کلید گنجینه‌های او را حمل کنند. در آگادا، قورح گنجی مخفی در مصر پیدا می‌کند که برای حمل کلیدهای آن به ۳۰۰ قاطر نیاز است. ریشه داستان فرد مؤمنی که در دربار فرعون تلاش می‌کند موسی را نجات دهد، روشن نیست اما احتمالاً با داستان یترون در دربار فرعون در ارتباط است.
برخی از قصه‌های قرآنی موسی در منابع قدیمی‌تر وجود ندارد؛ مثل سامری که گوساله‌ای طلایی می‌سازد و داستان سفر موسی و شاگردش به آخر جهان. این قصه خارج از چارچوب داستان‌های کتاب مقدس است. به گفته قرآن، موسی و شاگردش راهی سفر شدند تا «محل تلاقی دو دریا» (مجمع البحرین) را ببینند اما شاگردش ماهی که به عنوان غذا با خود داشتند را فراموش کرد. در عوض آنان با یکی از پیامبران الله (که در مطالب متاخر اسلامی خضر نامیده شده) ملاقات کردند و موسی از او خواست اجازه دهد همراهی‌اش کند تا علم او را فرا بگیرد. در طول سفر آن شخص کارهایی مثل کشتن یک کودک می‌کند که موسی دلیلشان را درک نمی‌کند اما در آخر داستان او به موسی توضیح می‌دهد. از آنجا که این قصه نمونه مشابهی در ادبیات دیگر فرهنگ‌های منطقه دربارهٔ موسی ندارد، برخی از مفسران مسلمان اعتقاد دارند این موسی، موسی بن عمران نیست. با این حال، میان این داستان با حماسه گیلگمش و افسانه یهودی دربارهٔ یوشع بن لاوی شباهت‌هایی دیده می‌شود.
برخی از قصه‌های موسی در اشعار امیة بن ابی‌الصلت، رقیب و معاصر محمد، نیز یافت می‌شود. نام عمرام که در کتاب مقدس پدر موسی، میریام و هارون و همسر یوکابد است، در قرآن ذکر نشده اما ادبیات اسلامی به او با نام عمران اشاره کرده‌اند و از او به عنوان یکی از نگهبانان فرعون نام برده‌اند. در قرآن عمران دیگری وجود دارد که پدر مریم است. در قصص الانبیاء داستان‌های بیشتری دربارهٔ موسی روایت شده که اغلب ریشه در مطالب کتاب مقدس، آگادا و قصه‌های عامیانه دارد. به عنوان مثال، قصه محاکمه موسی در خردسالی با قرار دادن او بین آتش در یک سمت و جواهرات در سمت دیگر، یکی از داستان‌هایی است که از آگادا وارد متون اسلامی‌شده‌است. موسی دست خود را به سمت جواهرات دراز می‌کند اما جبرئیل مانعش می‌شود و دستش را به طرف آتش می‌برد. در برخی از این افسانه‌ها، موسی را در نقش دیگر شخصیت‌های کتاب مقدس قرار داده‌اند. یک نمونه، پنهان‌شدن موسی در دیگ سوزانی است که تبدیل به گلستان می‌شود که شبیه داستان ابراهیم است. در متون اسلامی همچنین تأکید زیادی بر عصای موسی شده؛ کسائی روایت کرده که عصا را از بهشت آوردند و آدم، هابیل، شیث ادریس، نوح، هود، صالح، ابراهیم، اسماعیل، اسحاق و یعقوب پیشتر از آن استفاده کرده بودند. به گفته طبری، فرشته‌ای آن را به موسی تحویل داد. در یک قصه زمانی که موسی خواب بود عصایش یک اژدها را کشت. متون اسلامی همچنین موسی را «کلیم‌الله» نامیده‌اند که معانی چون «او که با الله صحبت کرد» می‌تواند داشته باشد.

### بهائیت
موسی از مهم‌ترین پیامبران خدا در آیین بهائی است و بهائیان او را یکی از مظاهر ظهور می‌دانند. او در آثار بهائی نیز «کلیم‌الله» لقب دارد. عبدالبهاء دربارهٔ موسی نوشته که او نیز مثل ابراهیم در شرایطی متولد نشده بود که به سروری برسد اما با کمک خدا کارهای شگفتی کرد. دربارهٔ کشتن مرد مصری توسط موسی نوشته که او از آن جهت مرتکب قتل شد تا مانع ظلم بزرگ‌تری شود. بهائیان موسی را یکی از اسلاف بهاءالله به‌شمار می‌آورند که راه را برای ظهور او هموار کرد، شارع حقیقت بود و آموزه‌هایش مناسب زمان خودش بودند.

### دین دروز
در دین دروز، موسی یکی از انبیای بزرگ خدا و یکی از هفت پیامبری است که در ادوار مختلف ظهور کرده‌اند محسوب می‌شود.

## در هنر و ادب

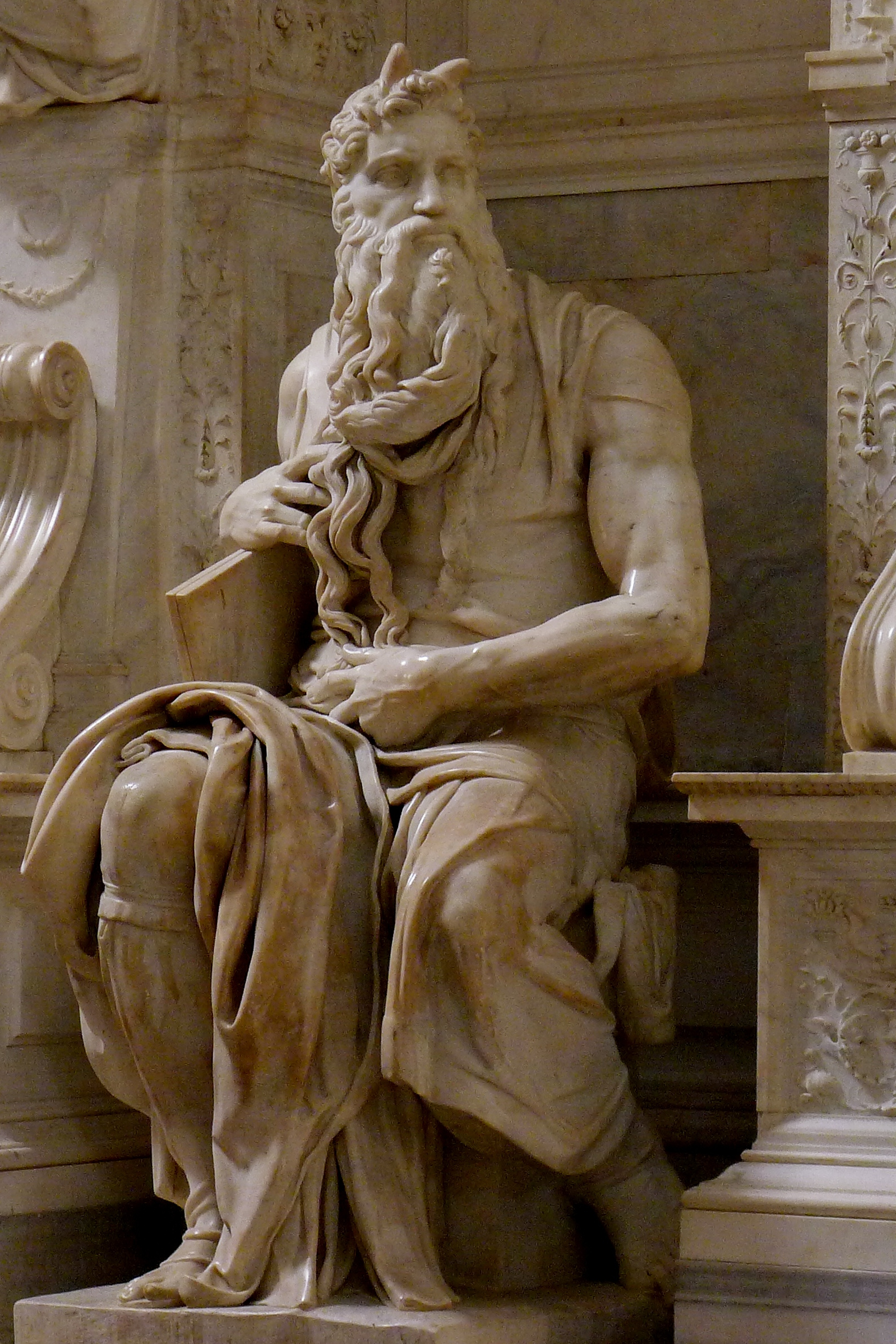
مجسمهٔ موسی از میکل‌آنژ مشهورترین اثر هنری دربارهٔ موسی است. موسای میکل‌آنژ شاخ دارد که حاصل اشتباهی در ترجمهٔ لاتین کتاب مقدس است.

موسی میان تمام شخصیت‌های تنخ بیشترین حضور را در ادبیات، هنرهای تجسمی و موسیقی داشته‌است و هنرمندان و ادیبان بارها به داستان‌های مختلف حیاتش، مثل ده بلا، خروج از مصر و تحویل تورات بالای کوه پرداخته‌اند. قدیمی‌ترین اثر ادبی در این زمینه نمایشنامهٔ خروج از مصر نوشتهٔ حزقیال شاعر، از یهودیان اسکندریه، است. این نمایشنامه که محصول قرن دوم قبل از میلاد و به زبان یونانی است، به‌طور پراکنده به جا مانده‌است. در آثار نمایشی قرون وسطی، موسی در اوردو پروفتاروم، میستر دو ویل تستامان به فرانسوی و برخی از آثار انگلیسی مثل موسی و دو لوح، فرعون و خروج اسرائیلیان از مصر ظاهر می‌شود، ولی پس از آن دوره برای مدتی توجه به این داستان‌ها کاهش پیدا کرد و آثار قابل ذکر اندکی از قرن شانزدهم میلادی دربارهٔ موسی وجود دارد. در قرن هفدهم، بیشتر مطالب مرتبط با موسی را هنرمندان کاتولیک خلق کرده‌اند. تنها از اواخر قرن هجدهم بود بار دیگر آثار مهمی به موسی پرداختند که از جملهٔ آن‌ها درام‌های مقدس (۱۷۸۳) از هانا مور است. نغمه‌های جلال (۱۷۸۲–۱۸۲۹) حماسه‌هایی منظوم از نفتالی وینزلی به زبان عبری است که با داستان خروج آغاز و با تحویل تورات به اوج خود می‌رسد. در دهه‌های آغازین قرن نوزدهم توجهات به موسی حتی بیشتر شد—احتمالا به دلیل بحران‌های سیاسی و اجتماعی عصر مثل جنگ‌های ناپلئون. موسی (۱۸۱۲) از آگوست کینگمان، بلای تاریکی و آخرین بلا (۱۸۲۲) از دیوید لیندسی و حماسهٔ ایتالیایی موسی (۱۸۲۳) از آنتونیو ماریا روبیولا. در موسی (۱۸۲۶) از آلفرد دو وینی، موسی شخصیتی تراژیک است که بالای کوه از خدا درخواست می‌کند به رنجش پایان دهد. ایمره ماداچ به سال ۱۸۶۰ نمایشنامه‌ای نوشت که انقلاب مجارستان با خروج بنی اسرائیل مقایسه کرده‌است.
برخی از مهم‌ترین آثار ادبی قرن بیستمی دربارهٔ موسی توسط یهودیان نوشته شده‌اند. نمایشنامهٔ پنج‌پرده‌ای روسی موسی (۱۹۰۱) از ماکس دانخیم، «موسی و عیسی» (۱۹۰۳) اثر اسرائیل زنگویل و حماسهٔ عبری موشه (۱۹۱۹) اثر مارکوس گوتفرید از این دسته هستند. پس از جنگ جهانی اول، به این موضوع توسط تعدادی از نویسندگان برجسته یهودی در ژانرهای مختلف پرداخته شد. افسانه‌های میدراشی توسط رودولف کایزر (مرگ موسی، ۱۹۲۱) و ادموند فلگ (موسی به روایت توسط حکما، ۱۹۲۵) بازگفته شدند. سه رمان دیگر از دوره میان‌دوجنگ عبارتند از: توت آنخ آتن؛ داستانی از گذشته (۱۹۲۴) اثر لینا اکن‌اشتاین؛ موسی (۱۹۲۸) اثر لوئیس انترمایر؛ و فرتزیگ یوهر این میدبور (۱۹۳۴) اثر شائول سافیر به زبان ییدیش. رابرت ناتان، شاعر آمریکایی، در «موسی بر فراز نبو» (۱۹۴۰) روایت غم‌انگیزی از سرگردانی هزاران سالهٔ اسرائیل ارائه کرده‌است. آثار بعد از جنگ جهانی دوم شامل موسی، شاهزادهٔ مصر (۱۹۵۸) از هاوارد فاست و موسی، ظهور یک قوم (۱۹۶۰) از نویسنده هلندی مانوئل وان لوگم هستند. میان آثار غیریهودی، می‌توان به شعر روسی حماسی مذهبی اسخود (۱۹۱۳) اثر اس.دی. پلویایا و شعری به زبان اوکراینی از ایوان فرانکو اشاره کرد. طی جنگ جهانی دوم زورا نیل هرستون مَرد کوه (۱۹۴۱) و ویلیام جورج هاردی رمان همهٔ طبل‌ها صدا کردند (۱۹۴۲) را نوشتند. از رمان‌های پس از جنگ، شاهزاده مصر (۱۹۴۹) اثر دوروتی کلارک وایلدون؛ پوستینیا (۱۹۵۷) نوشتهٔ دوبراچینسکیِ لهستانی؛ بوتهٔ سوزان (۱۹۵۷) از یانوش کودولانی مجارستانی؛ و سه‌گانه‌ای از پول هافمنِ دانمارکی با موسی به عنوان شخصیت اولش هستند. نظریهٔ ابرانسانِ نیچه نیز الهام‌بخش آثاری دربارهٔ موسی بوده‌است، شامل نخست‌زاده (۱۹۴۶) از کریستوفر فرای است. موسایِ فرای یک قهرمان نظامی مصری است که در گیر و دار آرمان‌گرایی و واقعیت، خود را در میان جنبش آزادی عبرانیان می‌یابد.

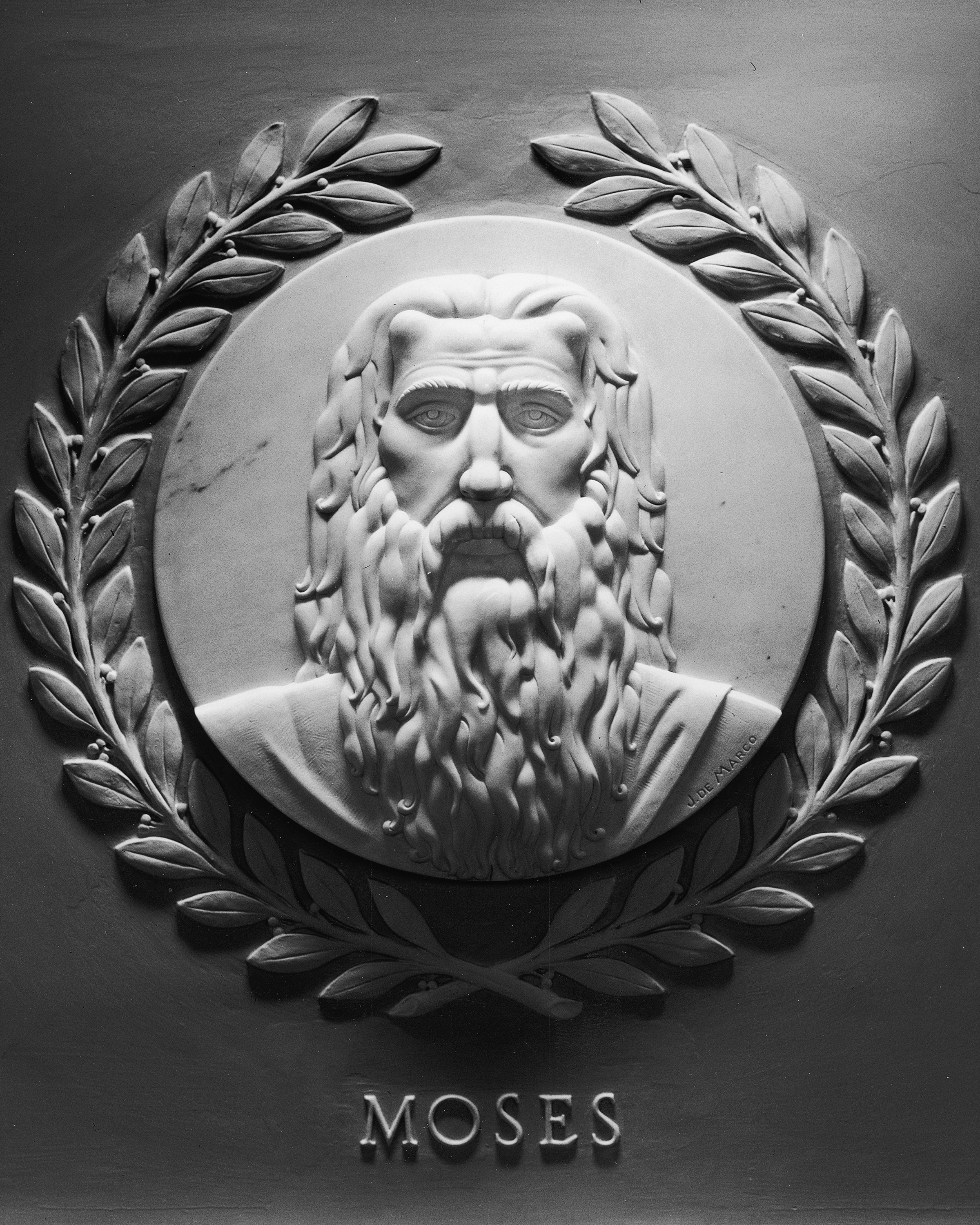
نقش‌برجسته‌ای از موسی در مجلس نمایندگان ایالات متحده آمریکا برای گرامیداشت یاد او به عنوان یکی از ۲۳ شخصیت برجستهٔ جهان در امر قانونگذاری

موسی در کنار داوود، یعقوب و سامسون یکی از موردتوجه‌ترین شخصیت‌های تنخ در هنرهای تجسمی بوده‌است. در هنر مسیحی از آغاز تا پایان دورهٔ کارولنژی، موسی اغلب به عنوان جوانی بی‌ریش که عصایی در دست دارد به تصویر کشیده می‌شد. بعدها او را به شکلی نمایاندند که هنوز در تخیل عمومی زنده است: پیرمردی با ریشی بلند و دوشاخه که لوح‌های تورات را در دست دارد. در این آثار، دو شاخ نیز از سرش بیرون زده که حاصل اشتباهی در ترجمهٔ ولگاتهٔ جروم از کتاب مقدس است؛ او «پرتو افشاند» (کَرَن، קרן؛ خروج ۳۴:۳۵) را «شاخ» ترجمه کرده‌است. مهم‌ترین آثار هنری که موسی را با شاخ نشان داده‌اند، شامل تندیس‌هایی از کلاوس اسلوتر (۱۴۰۶) در دیژون فرانسه و مجسمهٔ موسای میکل‌آنژ در کلیسای سان پیترو ین وینکولی رم است. از قدیمی‌ترین آثار یهودی، نقاشی‌های دیواری قرن سوم از کنیسه ای در دورا اروپوس است. موزاییک‌های سانتا ماریا ماجوره رم از قرن پنجم در ایتالیا بخش‌های مختلف زندگی او را نمایش داده‌اند. در قرن ششم، نسخهٔ مصوری به نام «پیدایش وین» صحنه‌هایی از زندگی موسی را در خود دارد. در نسخه‌های دست‌نویس عبری قرون وسطی هم تصاویری از موسی یافت می‌شوند. نقاشی‌های موسی و خروج حضور پررنگی در تزئینات عید پسح دارند. این تصاویر منحصر به داستان‌های کتاب مقدس نیستند و افسانه‌های میدراشی را هم شامل می‌شوند. زندگی موسی الهام‌بخش بسیاری از نقاشی‌های دیواری رنسانس ایتالیا بوده‌است. بنوتزو گوتزولی این موضوع را در نقاشی‌های دیواری کامپو سانتو پیزا و بوتیچلی، رافائل، پینتوریکیو و سینیورلی در نقاشی‌های دیواری کلیساهای واتیکان به تصویر کشیده‌اند. نیکلاس پوسن بیش از هر نقاش دیگری به شخصیت موسی علاقه نشان داده و تقریباً تمام مراحل زندگی موسی را نقاشی کرده‌است. در قرن بیستم، شخصیت موسی مورد توجه شاگال و بن صهیون بوده‌است. موسی و بوتهٔ سوزان گهگاه در هنر مسیحی اولیه دیده شده، اما در قرون وسطی با مریم گره خورده بود. بوتهٔ سوزان نمادی از تولد مریم در نظر گرفته می‌شد و اینطور تفسیر می‌کردند که روح‌القدس به مریم وارد شد اما او را نسوزاند (یعنی باکره ماند). عبور از دریا (خروج ۱۲–۱۵) اغلب در دست‌نوشته‌های بیزانسی به چشم می‌خورد. شکافتن سنگ توسط موسی (خروج ۱۷: ۱–۷؛ اعداد ۱۰: ۱–۳) یکی از محبوب‌ترین موضوعات در هنر مسیحی اولیه بود که در نقاشی‌های دیواری گوردخمه‌ها، روی تابوت‌های سنگی رومی و روی شیشه‌های طلاکاری شده یافت می‌شود. در کنار مجسمهٔ مذکور از میکل‌آنژ، مشهورترین نمایش موسی و تورات، نقاشیِ رامبرانت از شکستن لوح‌های شریعت توسط موسی (خروج ۳۲:۱۹) در موزه برلین است. برخیزانیدن مار برنجی در بیابان توسط موسی (اعداد ۲۱: ۶–۹) موضوع محبوبی در قرون وسطی و رنسانس بود که به عنوان پیش‌درآمدی از تصلیب عیسی درک می‌شد. موسی به دلیل قانون‌گذار بودن، در چند ساختمان دولتی در ایالات متحده به تصویر کشیده شده‌است. در کتابخانه ملی کنگره آمریکا یک مجسمه بزرگ از موسی در کنار مجسمه پولس قرار گرفته‌است. موسی یکی از ۲۳ قانون‌گذاری است که نقش‌برجسته مرمری‌اش در تالار مجلس نمایندگان ایالات متحده آمریکا در کاخ کنگره قرار دارد. ۲۲ قانون‌گذار دیگر رو به سمت موسی هستند و فقط نقش‌برجستهٔ موسی رو به جلوست. موسی هشت بار در کنده‌کاری حلقه سقف تالار بزرگ دیوان عالی آمریکا نمایانده شده‌است و یکی از آن‌ها درست بالای سر قاضی ارشد است.
فیلم‌های کمی با محوریت زندگی و میراث موسی ساخته شده‌است. در واقع، تعداد فیلم‌های صامت در مورد موسی، از فیلم‌های ناطق بیشتر است. ممکن است دلیل این عدم علاقه، شهرت و محبوبیت فیلم ده فرمان (۱۹۵۶) از سیسیل بی. دمیل باشد. شش فیلم صامت دربارهٔ موسی ساخته شده و نیز صحنه‌هایی از سرگذشت او در فیلم‌های مرتبط با عیسی، مثل فیلمی از ویلیام فریمن محصول سال ۱۸۹۷ گنجانده شده‌است. یکی از این فیلم‌های صامت، در واقع نسخهٔ قدیمی ده فرمانِ دمیل است که در سال ۱۹۲۳ اکران و بسیار پرفروش شد. نمایش شکافتن دریا در این فیلم برای مخاطبِ سال ۱۹۲۳ صحنه‌ای شگفت‌آور بوده‌است. دمیل باری دیگر در سال ۱۹۵۶ فیلمی به همان نام ساخت که با تحسین منتقدان و مخاطبان روبرو شد. برخلاف فیلم اول که فقط ۴۵ دقیقه است، فیلم جدید ۴ ساعت است و به زندگی موسی در دربار فرعون هم پرداخته‌است؛ موسای بزرگسال چون سرداری که از لشکرکشی به جنوب آفریقا بازگشته، وارد فیلم می‌شود و شاهدخت نفرتیتی از پنجره به او چون معشوقش می‌نگرد. موسی همچنین موضوعِ چند تولید تلویزیونی بوده، از جمله مینی‌سریال موسای قانون‌گذار (کارگردان جیانفرانکو د بوزیو، ۱۹۷۴) و فیلم تلویزیونی موسی (کارگردان راجر یانگ، ۱۹۹۵) که هیچ‌کدام تأثیر ماندگاری بر جا نگذاشتند. تنها فیلم دیگر که موفقیت مردمی یافت انیمیشن شاهزادهٔ مصر (کارگردان برندا چپمن و سایمون ولز، ۱۹۹۸) است. منبع اصلی این فیلم فیلون، یوسف فلاوی و میدراش است. برخلاف دمیل که موسی و رامسسِ ولیعهد را رقیب نشان داده، در شاهزادهٔ مصر آنان برادرانی‌اند که یکدیگر را دوست می‌دارند و به‌طور غم‌انگیزی در دو سوی نبردی قرار گرفته‌اند که فقط یکی از آنان می‌تواند پیروز شود. فیلم با مرگ نخست‌زادهٔ رامسس به اوج خود می‌رسد و رامسس در پایان آن می‌میرد. از تولیدات اخیر تولید هالیوودی یکی فیلم خروج: خدایان و پادشاهان (کارگردان ریدلی اسکات، ۲۰۱۴) است که با واکنش‌های مثبت و منفی مخاطبان و منتقدان روبرو شد. در اغلب این آثار، جزئیات تطابق زیادی با متن کتاب مقدس ندارد؛ مثلاً رابطه موسی با خانوادهٔ سرپرست خود یا رقابتش با فرزندان و نوه‌های مشروع فرعون مسائلی است که حاصل تخیل فیلم‌نامه‌نویسان و کارگردانان بوده‌است.
داستان موسی و خروج اسرائیلیان الهام‌بخش آثار موسیقایی بسیاری، خاصه از عصر رنسانس به بعد بوده و در موسیقی فولکلور یهودی و سایر فرهنگ‌ها نیز بسیار به چشم می‌خورد. ای آسمان بشنو (۱۶۱۰) از کلودیو مونته‌وردی، موسی فرستادهٔ خدا و رهایی‌بخش مردم یهود (۱۶۸۶) از جووانی پائولو کولونا، موسای از آب برخاسته (۱۶۹۴) از جووانی باتیستا بلتسونی و رهایی اسرائیل از مصر اثر نیکولو پورپورا تنها چند نمونهٔ آن هستند. اسرائیل در مصر یکی از مهم‌ترین آثار جرج فردریک هندل است که اولین بار در سال ۱۷۳۹ اجرا شد. گروه کر در این اثر نماد مردم اسرائیل است و هنگام گذر از دریا به اوج خود می‌رسد. موسی و هارون اثر نیمه‌تمامی از آرنولد شونبرگ، موسیق‌دان قرن بیستمی، است که محتوای فلسفی دارد. در این اثر، آهنگساز به تضاد بین قانون‌گذاری که نمی‌تواند دیدگاه خود را به مردم بقبولاند (موسی، نماد خودِ شونبرگ؟) و سخنور سطحی (هارون، نماد منتقدان و آهنگسازان متعارف؟) پرداخته‌است. در میان سرودهای روحانی یهودی از قرون یازدهم و دوازدهم میلادی، سرودی دربارهٔ موسی به نام ایستاده بر کوه حوریب وجود دارد. تقریباً در تمام جوامع و فرقه‌های یهودی تعداد زیادی آواز محلی دربارهٔ موسی یافت می‌شود که از جملهٔ آن‌ها «موسی شادمان خواهد شد» است. اندر تولد موسی و اندر خروج دو آواز مذهبی لادینو هستند. آوازهای حماسی بسیاری به زبان آرامی نزد یهودیان کردستان دربارهٔ موسی و دختر فرعون، نبرد بین اسرائیل و عمالیق، و مرگ موسی رایج بوده‌اند. بسیاری از این آوازها در شبوعوت یا شمحات تورا خوانده می‌شوند. در اسرائیل آهنگ‌های فولکلوری مثل و موسی سنگ را شکافت و آواز کودکانهٔ ای بنی اسرائیل، ما همه اینجا هستیم محبوب هستند. تعداد سرودهای مسیحی قدیمی زیاد نیست، اما موسی و قصهٔ خروج الهام بخش سیاه‌پوستان آمریکا بوده‌است. بارزترینِ این آثار، «فرود آی، موسی» است که شهرت جهانی دارد. در فلسطین، مقبره‌ای منسوب به موسی وجود دارد و آواز عربی «یا خلیلی یا حبیبی، یا خواجه موسی» موقع مراسم «زیارت نبی موسی» به صورت جمعی سر داده می‌شود. این آهنگ بین اسرائیلی‌ها هم محبوب و تبدیل به موسیقی رقص به سنت یهودیان بالکان (هورا) شده‌است.

## نقد موسی
در اواخر قرن ۱۸، توماس پین دادارباور در کتاب عصر خرد دربارهٔ مدت قوانین موسی اظهار نظر نموده، و اینگونه بیان کرده‌است که «شخصیت موسی، همان‌طور که در کتاب مقدس ذکر شده، بسیار ترسناک است.» او برای اثبات این موضوع به یکی از داستان‌های کتاب مقدس اشاره می‌کند. در قرن ۱۹ام، رابرت اینگرسول ندانم‌گرا نوشت «... که تمام این ندانم‌کاری‌ها، بدنامی‌ها، سنگ‌دلی‌ها و کارهای زشت که در کتب پنجگانه عهد عتیق ذکر شده‌اند، سخنان خداوند نیستند، بلکه، آن‌ها اشتباهات موسی می‌باشند.» در قرن بیست و یکم، ریچارد داوکینز خدا ناباور، با توجه به روایتی از کتاب مقدس، به نتیجه رسید که، «نه، موسی الگویی برای اخلاق مدرن نیست.»